# فهرست ژانرها
این فهرستی از ژانرها در ادبیات، فیلم، تلویزیون، موسیقی، و بازی‌های ویدیویی، به استثنای ژانرهای هنرهای تجسمی است.
ژانر یا گونه، به معیارهای مختلفی که به دسته‌بندی انواع هنر می‌پردازند، گفته می‌شود. این اصطلاح برای هر دسته از آثار خلاق که شامل ادبیات و سایر اشکال هنری یا سرگرمی (مثلاً موسیقی) - اعم از نوشتاری یا گفتاری، شنیداری یا دیداری- بر اساس مجموعه‌ای از معیارهای سبکی به‌کار می‌رود. ژانرها ممکن است در طول زمان با شکل‌گیری ژانرهای جدید و عدم کاربرد ژانرهای قدیمی تغییر کنند. اغلب، آثار از طریق وام گرفتن و ترکیب مجدد قراردادهایی که منجر به ایجاد ژانری جدید می‌شود، در ژانرهای متعدد قرار می‌گیرند.

## ژانرهای ادبی

### اکشن
داستان اکشن شبیه به یک ماجراجویی است و شخصیت اصلی معمولاً یک چرخش خطرناک را انجام می‌دهد که منجر به موقعیت‌هایی مانند انفجار، صحنه‌های مبارزه، فرارهای جسورانه و غیره می‌شود. اکشن و ماجراجویی معمولاً با هم دسته‌بندی می‌شوند («اکشن-ماجراجویی»)، زیرا اشتراکات زیادی دارند و بسیاری از داستان‌ها به‌طور هم‌زمان تحت هر دو ژانر قرار می‌گیرند. برای مثال، سری جیمز باند را می‌توان به عنوان هر دو گونه طبقه‌بندی کرد.
- داستان جنگی: داستانی دربارهٔ یک جنگ یا نبرد که می‌تواند تاریخی یا تخیلی باشد. معمولاً وقایعی را دنبال می‌کند که یک جنگجو در طول وقایع نبرد از سر می‌گذراند و به فعالیت‌های نظامی مانند جنگ، نبرد، مبارزه یا زندگی نظامی می‌پردازد.[۱][۲][۳][۴][۵]
- داستان جاسوسی: داستانی در مورد یک مأمور مخفی (جاسوس) یا یکی از پرسنل نظامی که به یک مأموریت جاسوسی فرستاده می‌شود. شخصیت داستان معمولاً مجهز به ابزارک‌های ویژه‌ای هستند که در طول مأموریت مفید هستند و در مواردی مانند جنگ غیرمسلح یا هک رایانه آموزش‌های ویژه‌ای دارند. شخصیت‌های داستان ممکن است برای یک دولت خاص کار کنند یا اهداف شخصی داشته باشند.

### ماجراجویانه
داستان ماجراجویی دربارهٔ قهرمانی است که برای انجام کاری به مکان‌های حماسی یا دور سفر می‌کند. این ژانر می‌تواند بسیاری از عناصر ژانرهای دیگر را در خود داشته باشد و یک ژانر بسیار باز است. قهرمان داستان مأموریتی دارد و برای رسیدن به مقصد با موانعی روبه‌رو می‌شود. همچنین، داستان‌های ماجراجویی معمولاً شامل موقعیت‌ها و شخصیت‌های ناشناخته با مشخصات یا ویژگی‌های ارزشمند هستند.
- داستان ابرقهرمانی: داستانی که به بررسی ماجراهای مبارزان با لباس معروف به ابرقهرمانان می‌پردازد، و اغلب دارای قدرت‌های مافوق بشری هستند و با هماوردانی با قدرت مشابه، معروف به ابرشرورها مبارزه می‌کنند.
- شمشیربه‌دستان: داستان گونه‌ای از افراد است که معمولاً بانوان گرفتار را آزاد کرده، دست ضعفا را گرفته و با دلاوری‌ها و شمشیربازی‌های خود کارها را به سرانجام نیکی می‌رسانند.
- رمانتیک روریتانیا: ژانری از رمان‌های ماجراجویانه که در کشوری تخیلی، معمولاً در اروپای مرکزی یا اروپای شرقی اتفاق می‌افتد.[۶]
- رندنامه: ژانری که یک قهرمان سرکش را در مجموعه‌ای از ماجراهای مرتبط با هم نشان می‌دهد که از عقل و خرد برای گذر از یک جامعه فاسد استفاده می‌کند.

### کمدی
کمدی داستانی است که در مورد یک سری اتفاقات خنده‌دار یا طنز که هدفش خنداندن مخاطب است. این گونه، یک ژانر بسیار باز است، بنابراین با بسیاری از ژانرهای دیگر در تلاقی است.
- کمدی رفتارها: اثری که آداب و عواطف یک طبقه اجتماعی را که اغلب توسط شخصیت قراردادی نمایش داده می‌شود، بازگو می‌کند. طرح کمدی غالباً به یک رابطه عشقی نامشروع یا رسوایی‌های دیگر مربوط می‌شود، اما عموماً اهمیت کمتری نسبت به دیالوگ‌های شوخ‌طبعانه آن دارد. این شکل از کمدی اصالتی طولانی دارد و به کتاب هیاهوی بسیار برای هیچ شکسپیر برمی‌گردد.
- فانتزی کمدی: زیرشاخه‌ای از فانتزی که در درجه اول قصد و لحن طنز دارد. فانتزی کمدی که معمولاً در دنیاهای خیالی اتفاق می‌افتد، اغلب شامل جناسها و پارودی‌های دیگر آثار فانتزی است.
- کمدی سیاه: داستانی نقیضه یا مسخره‌آمیز که بر اساس موضوعات معمولاً تراژیک یا تابو مانند مرگ، قتل، خودکشی، مواد مخدر و جنگ است.
- کمدی علمی تخیلی: کمدی‌ای که از عناصر یا مشخصات علمی تخیلی استفاده می‌کند.
- داستان طنز: به‌عنوان یک ژانر یا فرم ادبی تعریف می‌شود، اگرچه در عمل در گرافیک و هنرهای نمایشی نیز یافت می‌شود. سوژه‌ها در طنز، به قصد بهبود، رذیلت‌های انسانی یا فردی، حماقت‌ها، سوء استفاده‌ها، کاستی‌ها با تمسخر، بی‌تفاوتی، کنایه یا روش‌های دیگر مورد سرزنش قرار می‌گیرند. طنز معمولاً خنده‌دار است، اما هدف آن در درجه اول حمله به چیزی نیست که نویسنده آن را تأیید نمی‌کند. یکی از ویژگی‌های رایج و تقریباً تعیین‌کننده طنز، رگه قوی کنایه یا طعنه آن است. تقلید، اغراق، مقایسه، قیاس، و مضمون مضاعف، همگی اغلب در گفتار و نوشتار طنز ظاهر می‌شوند. نکته اساسی این است که «در طنز، کنایه ستیزه‌جویانه است». این «کنایه ستیزه‌جویانه» (یعنی طعنه) یعنی همان چیزهایی را که طنزنویس واقعاً می‌خواهد به آن‌ها حمله کند را تأیید می‌کند (یا حداقل طبیعی می‌پذیرد).[۷]
- پوچ‌گرایی و طنز سوررئال: ژانرهای نزدیک به هم مرتبط/هم‌پوشانی که استدلال گاه‌به‌گاه و ابتدایی و حتی ابتدایی‌ترین هدفمندی موجود در زندگی را به چالش می‌کشد. ژانر پوچ‌گرا بر تجربیات شخصیت‌ها در موقعیت‌هایی تمرکز می‌کند که نمی‌توانند هیچ هدف ذاتی در زندگی پیدا کنند، و اغلب با اعمال و رویدادهایی در نهایت بی‌معنا نشان داده می‌شود که قطعیت مفاهیم وجودی مانند حقیقت یا ارزش را زیر سؤال می‌برد. عناصر مشترک این ژانر عبارتند از: طنز، کمدی سیاه، ناهماهنگی، تحقیر عقل، و مجادله در مورد شرط فلسفی «هیچ» بودن. ژانر طنز سوررئال بر نقض عمدی علیت، تولید وقایع و رفتارهایی است که آشکارا غیرمنطقی هستند. ساختارهای طنز سوررئال شامل کنار هم قراردادن‌های عجیب و غریب، موقعیت‌های غیرمنطقی یا پوچ و بیان مهملات است.
  - ادبیات خیالی: این ژانر با حس طنز دم‌دمی‌مزاجی یا عجیب و غریب مرتبط است. سبک‌های مرتبط با آن گاهی اوقات زندگی واقعی را به شیوه‌ای عجیب، غیرعادی یا خیالی اغراق می‌کنند.

### جنایی و رازآلود
داستان جنایی اغلب در مورد جنایتی است که در حال ارتکاب است یا انجام شده‌است، اما می‌تواند روایتی از زندگی یک جنایتکار نیز باشد. داستان جنایی یک بازپرس را دنبال می‌کند که تلاش می‌کند تا یک معما (اغلب یک جنایت) را حل کند. جزئیات و سرنخ‌ها با ادامه داستان و کشف آن‌ها توسط قهرمان داستان ارائه می‌شود و در پایان داستان معما حل می‌شود. برای مثال، در مورد یک جنایت مرموز، عامل و انگیزه جنایت آشکار می‌شود و مرتکب جنایت به عدالت سپرده می‌شود. رمان‌های اسرارآمیز اغلب به‌صورت سری نوشته می‌شوند.
- معمایی ساده
- کارآگاهی: داستانی در مورد یک کارآگاه شخصی حرفه‌ای یا آماتور، که باید ارتکاب به جرمی را حل کند. او باید بفهمد چه کسی و چرا مرتکب جرم شده‌است.
- پلیسی: این یک تنوع پیچیده و مبتنی بر طرحی از داستان پلیسی است که در آن به مخاطب این فرصت داده می‌شود تا در طول تحقیق یک جنایت قهرمان داستان شرکت کند. قبل از این‌که داستان خودافشاگری کند، سرنخ‌هایی در اختیار خواننده یا بیننده قرار می‌گیرد که می‌توان از آن‌ها هویت مجرم را استنباط کرد. تحقیقات معمولاً توسط یک کارآگاه آماتور یا نیمه‌حرفه‌ای عجیب و غریب انجام می‌شود.
- سارق جنتلمن (آقا دزده): حول دزدهایی با رفتار خوب و ظاهراً باتربیت متمرکز است. آن‌ها از ناشناس ماندن یا زور رنج می‌برند و ترجیح می‌دهند برای دزدیدن دست‌نیافتنی‌ترین اشیاء به کاریزمای خود، جذابیت فیزیکی و هوشمندی خود اعتماد کنند.
- داستان گونگان: یک زیرژانر از داستان‌های جنایی تاریخی است که یک قاضی پرونده‌های جنایی را حل می‌کند.
- تریلر حقوقی: این زیرژانر از داستان‌های هیجانی و جنایی داستان‌هایی را ارائه می‌دهد که در آن شخصیت‌های اصلی وکلا، قضات یا کارمندان هستند. برای مثال می‌توان به ترس اولیه (۱۹۹۳) و دفاع خون (۲۰۱۶) اشاره کرد. معمای اتاق قفل‌شده: نوعی داستان جنایی و پلیسی است که قتل در شرایطی انجام می‌شود که در آن ورود مرتکب به صحنه جرم، ارتکاب جنایت و ترک آن مکان ناممکن به‌نظر می‌رسد.
- جنایی: داستانی رازآلود که بر روی قتل تمرکز دارد. معمولاً کارآگاه باید بفهمد چه کسی یک یا چند قربانی را کشته‌است. ممکن است به‌دلیل این بررسی خود یا عزیزانش در خطر بیفتند. این ژانر اغلب شامل عناصر ژانر داستانی تعلیقی یا ژانرهای اکشن و ماجراجویی است.
- داستان نوآر
- هاردبویلد: گونه‌ای ادبی است که در برخی ویژگی‌ها با داستان جنایی (به‌ویژه داستان کارآگاهی) اشتراک دارد. قهرمان تیپیکال این گونه، کاراگاهی است که شاهد جرایم سازمان‌یافته‌ای که در دوران ممنوعیت الکل در ایالات متحده آمریکا (۱۹۳۳–۱۹۲۰) و پس از آن به‌وجود آمد، است و با نظام قضایی که خود به اندازه مجرمان سازمان‌یافته، فاسد است، دست‌وپنجه نرم می‌کند.

### بازی مرگ
ژانر بازی مرگ مسابقه‌ای است که در آن شرکت‌کنندگان برای زندگی خود در یک سری چالش‌ها با یکدیگر رقابت می‌کنند تا زمانی که بهترین بازمانده باقی بماند. این ژانر در فیلم‌هایی مانند بازی‌های گرسنگی (۲۰۰۸)، اره (۲۰۰۴) و نبرد سلطنتی (۲۰۰۰) رواج یافته‌است. مجموعه‌های تلویزیونی مانند بازی مرکب (۲۰۲۱)، آلیس در سرزمین مرزی (۲۰۲۰) و میرای نیکی (۲۰۱۲)، و ادبیات مانند سالار مگس‌ها (۱۹۵۴) دیده می‌شود. ژانر بازی مرگ استعاره‌ای از ارزشی است که به زندگی انسان در برابر پویایی قدرت در سراسر تمدن بشری نسبت داده می‌شود.

### فانتزی

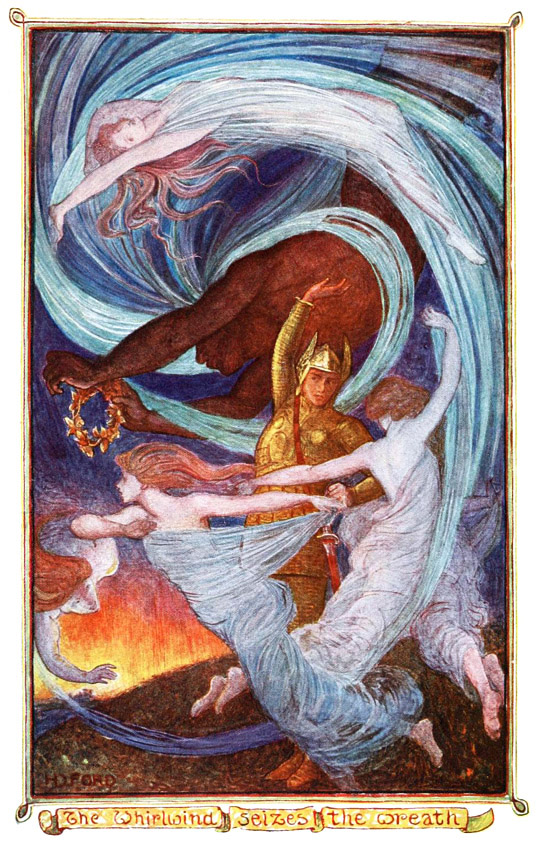
گردباد تاج گل را می‌گیرد

داستانی فانتزی در مورد نیروهای جادویی یا فراطبیعی است. ممکن است داستان یک سریال «ژانر ترکیبی» نباشد. برای مثال، با وجود این‌که سری هری پاتر نیاز به یک ژن خاص برای جادوگر بودن دارد، فقط به‌عنوان یک سریال فانتزی شناخته می‌شود.
- فانتزی بنگسی: یک زیرژانر فانتزی که به استفاده از افراد مشهور ادبی یا تاریخی و تعامل آن‌ها در زندگی پس از مرگ مربوط می‌شود. نام این ژانر برگرفته از جان کندریک بنگس (۱۸۶۲–۱۹۲۲) است که در این ژانر می‌نوشت.
- خیال‌پردازی معاصر (فانتزی معاصر): زیرشاخه‌ای از فانتزی که در عصر حاضر اتفاق می‌افتد. برای توصیف داستان‌هایی استفاده می‌شود که در دنیای واقعی فرضی در زمان‌های معاصر، که در آن موجودات جادویی و خیالی وجود دارند، یا در میان جهان ما زندگی می‌کنند یا از جهان‌های دیگر می‌آیند.
  - خیال‌پردازی شهری (فانتزی شهری): زیرشاخه‌ای از فانتزی که بر اساس مکان تعریف می‌شود. روایت یک فضای شهری دارد. بسیاری از فانتزی‌های شهری در دوران معاصر و حاوی عناصر ماوراء طبیعی هستند. داستان‌ها می‌توانند در دوره‌های تاریخی، مدرن یا آینده‌نگر و همچنین در محیط‌های داستانی هم اتفاق بیفتند. پیش‌نیاز فانتزی شهری این است که در درجه اول باید در یک شهر اتفاق بیفتد.
- خیال‌پردازی تاریک: زیرشاخه‌ای از فانتزی که می‌تواند به آثار ادبی، هنری و سینمایی اشاره کند که فانتزی را با عناصر ترسناک ترکیب می‌کنند. این اصطلاح را می‌توان برای اشاره به آثاری به‌کار برد که فضایی تاریک، غم‌انگیز یا حسی از ترس و وحشت و لحنی تاریک و غم‌انگیز دارند.
- حکایت: نوعی روایت که حقیقت مفیدی را نشان می‌دهد. معمولاً حیوانات به‌عنوان انسان صحبت می‌کنند و داستان افسانه‌ای یا فراطبیعی است.
- قصه پریان: یک ژانر ادبی دربارهٔ موجودات جادویی مختلف، محیط‌ها و عناصر دیگر است. بسیاری از این گونه قصه‌ها عموماً برای کودکان نوشته می‌شوند.
- خیال‌پردازی سخت (فانتزی سخت): فانتزی‌ای که در آن جهان و عناصر جادویی آن به‌شیوه‌ای منطقی و عقلانی ساخته می‌شوند.
- خیال‌پردازی حماسی: داستان‌های اسطوره‌ای با شخصیت‌ها و خطوط داستانی بسیار مبسوط. برای مثال می‌توان به کتاب ملازان سقوط و ارباب حلقه‌ها اشاره کرد.
- شمشیر و جادوگری: یک زیرژانر از فانتزی که داستان قهرمانان را در سرزمین‌های خیالی روایت می‌کند. قهرمان داستان تمایلی به قهرمان شدن ندارد، اصالتی پست دارد و اجداد یا والدین سلطنتی دارد اما آن را نمی‌داند. اگرچه رویدادها معمولاً خارج از کنترل هستند، قهرمان داستان در موقعیت‌هایی قرار می‌گیرد که مسئولیت بزرگی را به‌عهده دارد و در تعدادی از چالش‌های روحی و جسمی آزمایش می‌شود.
- فانتزی تاریخی: دسته‌ای از فانتزی و ژانر داستانی تاریخی که عناصر خارق‌العاده (مانند جادو) را در روایت تاریخی گنجانده‌است.
- افسانه‌ها: داستان‌هایی که در آن غالباً از یک قهرمان ملی یا دیگر چهره‌های عامیانه استفاده شده‌است، که مبنایی دارند، اما حاوی مطالب تخیلی نیز هستند.
- بازی نقش‌آفرینی: یک ژانر ادبی است که قراردادهای بازی‌های کامپیوتری را با رمان‌های علمی-تخیلی و فانتزی ترکیب می‌کند. در این ژانر، بازی‌ها یا چالش‌های بازی‌مانند بخش مهمی از داستان را تشکیل می‌دهند و آمار بازی قابل‌مشاهده (برای مثال قدرت، هوش، آسیب) بخش مهمی از تجربه خواندن داستان است.
- دختر جادویی: یک زیرژانر محبوب در ژاپن است. دخترانی که در تمرینات خود از جادو برای ستاره شدن در آیدل و مبارزه با شیطان استفاده می‌کنند.
- واقع‌گرایی جادویی (معروف به رئالیسم جادویی): آثار ادبی که رویدادهای جادویی بخشی از زندگی عادی را تشکیل می‌دهند. خواننده مجبور می‌شود بپذیرد که رویدادهای غیرعادی مانند شناور شدن، دورجنبی و صحبت با مردگان در دنیای واقعی رخ می‌دهد. نویسنده همان‌طور که در فانتزی معمول است دنیای جدیدی را اختراع نمی‌کند یا موجودات جدید را با جزئیات زیاد توصیف نمی‌کند. برعکس، نویسنده از توضیح وقایع خارق‌العاده خودداری می‌کند تا از ایجاد احساس خارق‌العاده در آن‌ها جلوگیری کند. اغلب به‌عنوان یک ژانر منحصربه‌فرد ادبیات آمریکای لاتین در نظر گرفته می‌شود، اما برخی از نمایندگان اصلی آن نویسندگان انگلیسی هستند. صد سال تنهایی اثر گابریل گارسیا مارکز، که در سال ۱۹۸۲ جایزه نوبل ادبیات را دریافت کرد، اثر اصلی سبک این ژانر به‌حساب می‌آید.
- داستان اسطوره‌ای: ادبیاتی است که از تمثیل، مضامین و نمادهای اسطوره، افسانه، فولکلور و افسانه‌ها نشأت می‌گیرد.[۱۲] معمولاً در دنیای واقعی می‌گذرد و به مسائل واقع‌گرایانه می‌پردازد، اما فضای اسطوره‌ای بر آن حاکم است. همه داستان‌های افسانه‌ای فانتزی نیستند، و جزء خارق‌العاده همیشه آشکار نیست. داستان اسطوره‌ای با فانتزی شهری هم‌پوشانی دارد و این اصطلاحات گاهی به‌جای هم به‌کار می‌روند، اما داستان اسطوره‌ای شامل آثار معاصر در محیط‌های غیر شهری نیز می‌شود. داستان اسطوره‌ای به آثار ادبیات معاصر اطلاق می‌شود که اغلب از شکاف بین داستان‌های ادبی و تخیلی عبور می‌کنند.
- فانتزی پورتال: در فانتزی پورتال، یک شخصیت از دنیایی دیگر (معمولاً کمتر خیال‌انگیز) به دنیایی خیالی سفر می‌کند.
  - ایسکای: یک شکل ژاپنی از فانتزی پورتال که می‌تواند از بسیاری از قراردادهای زیرژانر «بازی نقش‌آفرینی» (مانند ورود یک شخصیت به دنیای یک بازی) پیروی کند.
- خیال‌پردازی علمی: داستانی با عناصر عرفانی قابل توضیح علمی یا ترکیبی از عناصر علمی تخیلی با عناصر فانتزی است. (از داستان‌های علمی تخیلی زمانی با این نام یاد می‌شد، اما دیگر به آن ژانر اشاره نمی‌کند و تا حدودی به‌عنوان توصیف‌کننده یک ژانر مورد توجه قرار نگرفته‌است)
  - شمشیر و سیاره: زیرشاخه‌ای از فانتزی علمی است که داستان‌های ماجراجویی هیجان‌انگیزی را در سیارات دیگر به نمایش می‌گذارد و معمولاً انسان‌های زمینی را قهرمان‌های داستان نشان می‌دهد. بین «شمشیر و سیاره» و زیرژانر علمی تخیلی «عاشقانه سیاره‌ای» هم‌پوشانی نسبتاً زیادی وجود دارد، اگرچه به‌نظر می‌رسد برخی از آثار متعلق به یکی هستند و نه دیگری. به‌طور کلی، دومی بیشتر یک زیرژانر «اپرای فضایی» است، که تحت تأثیر افرادی مانند شاهزاده خانم مریخ است که مدرن‌تر و از نظر فن‌آوری باهوش‌تر است، درحالی‌که «شمشیر و سیاره» به‌طور مستقیم‌تر از قراردادهای سریال بارسوم اثر ادگار رایس باروز باروز تقلید می‌کند.
  - زمین در حال مرگ: زیرژانر علمی فانتزی است که یا در پایان زندگی روی زمین، یا در پایان زمانی که قوانین جهان در هم می‌شکنند، اتفاق می‌افتد. زیرژانر «زمین در حال مرگ» شامل آثار علمی تخیلی است که در آینده‌ای دور در محیطی از رکود یا افول اتفاق می‌افتند. مضامینی که تمایل به غلبه بر این ژانر دارند عبارتند از فرسودگی جهانی، بی‌گناهی، آرمان‌گرایی، آنتروپی، (دائمی) فرسودگی یا تهی شدن بسیاری یا همه منابع (مانند مواد مغذی خاک)، و امید به تجدید.
  - فانتزی گاسلمپ: همتای فانتزی استیم‌پانک است، که مشخصات آن اغلب از نظر اجتماعی یا تکنولوژیکی ویکتوریایی یا دوره ادوارد هستند، اما عناصر یا شخصیت‌های غیرعلمی در آن گنجانده شده‌اند.
- شنمو: ژانری از فانتزی که حول محور خدایان و هیولاهای اساطیر چینی می‌چرخد. از جمله آثار کلاسیک داستان شنمو رمان‌های سیر باختر و تفویض خدایان است.
- شمشیر و جادو (خیال‌پردازی قهرمانانه): ترکیبی از فانتزی قهرمانانه، ماجراجویی، و عناصر تکرارشونده وحشتناک که در آن یک قهرمان جنگجوی وحشی قدرتمند در برابر دشمنان انسانی و فراطبیعی قرار می‌گیرد.

### تاریخی
داستانی در مورد یک شخص یا رویداد واقعی است. برخی از آثار داستانی نیز وجود دارند که «خاطرات» شخصیت‌های داستانی نیز هستند و به سبکی مشابه انجام شده‌اند، اما در ژانر جداگانه‌ای قرار دارند. اغلب، در قالب کتاب درسی نوشته می‌شوند.
- زندگی‌نامه: جزئیات داستان زندگی یک شخص واقعی که توسط شخص دیگری گفته می‌شود.
  - خودزندگی‌نامه: همان زندگی‌نامه است، با این تفاوت که داستان توسط شخصی که موضوع داستان است نوشته می‌شود.
  - شرح حال: شبیه خودزندگی‌نامه است، با این تفاوت که بیشتر «از روی حافظه» گفته می‌شود، یعنی بیشتر از جزئیات دقیق و ثبت‌شده آن دوره، شخصاً زندگی یا مرحله‌ای از زندگی خود را به‌یاد می‌آورد و احساس می‌کند. اگرچه خاطرات اغلب ذهنی‌تر از آثار زندگی‌نامه‌ای هستند، خاطرات عموماً آثار غیرداستانی در نظر گرفته می‌شوند.

#### داستان تاریخی
ژانر داستانی تاریخی شامل داستان‌هایی است که دربارهٔ گذشته‌است. در دنیای واقعی، با افراد دنیای واقعی، و با چندین عنصر داستانی یا نمایشی اتفاق می‌افتد. برای تشخیص داستان تاریخی از هر داستانی که در مورد یک دوره در گذشته نوشته شده‌است، ملاک این است که کتاب باید در مورد زمانی نوشته شده باشد که در یک زمینه تاریخی در رابطه با نویسنده کتاب اتفاق افتاده‌است. داستان‌های تخیلی تاریخی شامل جزئیات تاریخی می‌شوند و شامل شخصیت‌هایی می‌شوند که با دوره زمانی این محیط مطابقت دارند، خواه افراد واقعی تاریخی باشند یا نباشند. ممکن است با ژانرهای دیگر تلاقی داشته باشد یا نباشد. برای مثال، داستان‌های فانتزی یا علمی تخیلی ممکن است نقشی را در آن ایفا کنند، مانند رمان جوراب‌های جورج واشینگتن که شامل عناصر سفر در زمان است.
- تاریخ جایگزین (تاریخ متناوب یا تاریخ بدیل): گونه‌ای افراطی‌تر از داستان‌های تاریخی که سناریوی «چه می‌شد اگر» را مطرح می‌کند که در آن برخی رویدادهای تاریخی به‌طور متفاوت رخ می‌دهند، بنابراین مسیر تاریخ را تغییر می‌دهد. برای مثال «اگر آلمان نازی در جنگ جهانی دوم پیروز می‌شد، چه می‌شد؟» یک مفهوم تاریخی تکرارشونده است که در ادبیات داستانی مانند ساکن برج بلند (۱۹۶۲) به آن پرداخته شده‌است. تاریخ جایگزین گاهی اوقات (اگر نه به‌طور جهانی) یک زیرژانر از داستان‌های علمی تخیلی یا ادبیات گمانه‌زن نیز نامیده می‌شود، و مانند داستان‌های تاریخی، ممکن است شامل عناصر خارق‌العاده‌تری باشد (برای مثال سریال تمرا (به فرانسوی: Téméraire) از عنصر فانتزی اژدها برای ایجاد مجموعه داستانی تاریخ جایگزین در دوران ناپلئون بناپارت استفاده می‌کند).
  - تاریخی خلاف واقع (معروف به تاریخ مجازی): شکل اخیر تاریخ‌نگاری است که سعی دارد به سؤالات خلاف واقع «چه می‌شد اگر» پاسخ دهد. به‌دنبال کشف تاریخ و حوادث تاریخی از طریق برون‌یابی جدول زمانی است که در آن رویدادهای کلیدی تاریخی خاصی اتفاق نیفتاده یا نتیجه متفاوتی داشته‌اند. این مفهوم اهمیت نسبی رویداد، حادثه یا فردی را که فرضیه خلاف واقع را رد می‌کند، مشخص می‌کند.
- درام تاریخی: مکان‌ها، افراد یا رویدادهای تاریخی را نشان می‌دهد که ممکن است برای داستان مهم باشند یا نباشند. از آن‌جا که تاریخ صرفاً به‌عنوان یک پس‌زمینه استفاده می‌شود، ممکن است به درجات مختلف داستانی شود، اما خود داستان ممکن است به‌عنوان تاریخ «بیرون» در نظر گرفته شود. ژانرهای درون این دسته اغلب به خودی خود دسته‌های مهم در نظر گرفته می‌شوند.
  - جیدایگکی: داستانی که در دوره ادو تاریخ ژاپن، از ۱۶۰۳ تا ۱۸۶۸ اتفاق می‌افتد.

### وحشت

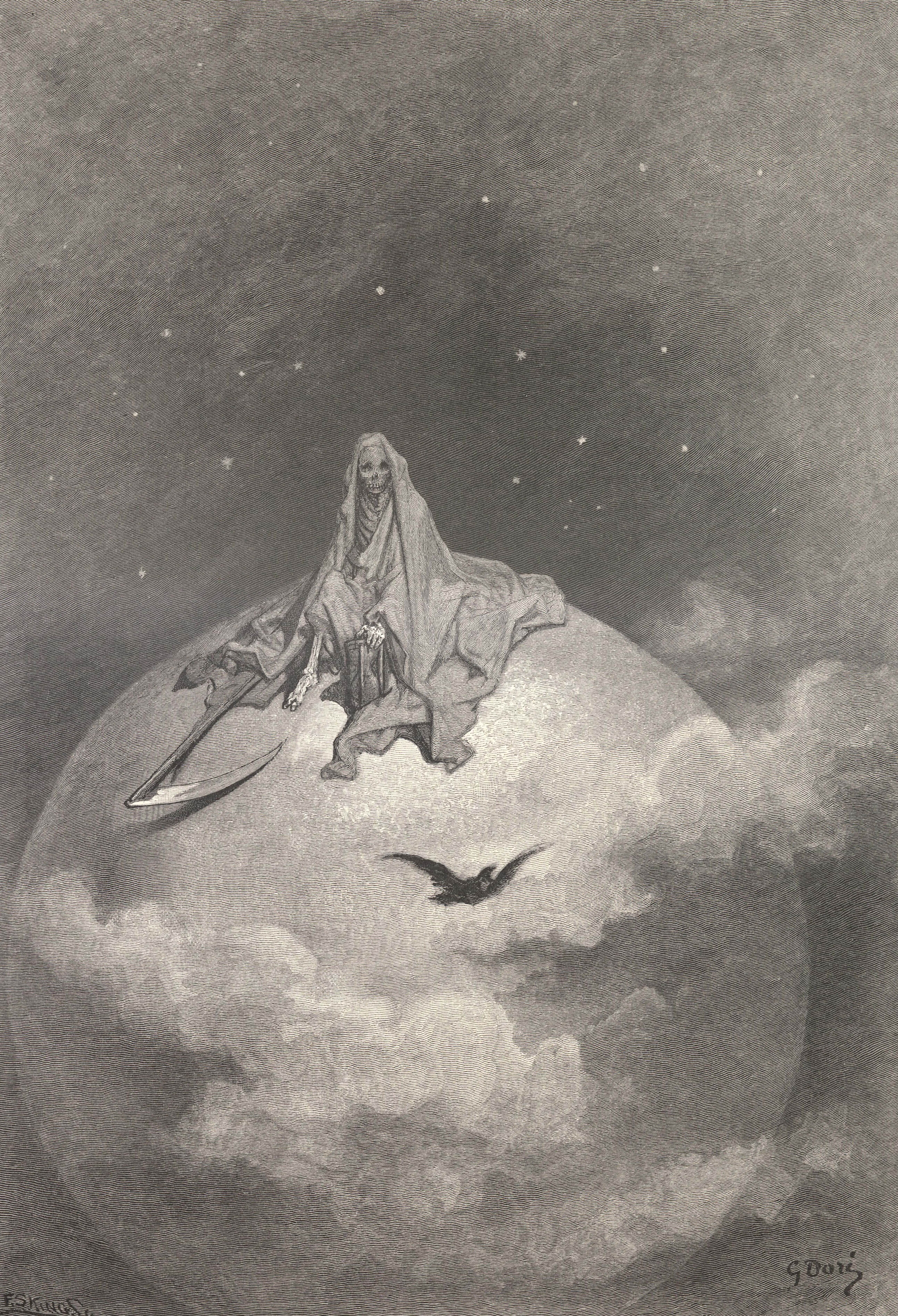
تصویری از «غراب» پو اثر گوستاو دوره

یک داستان ترسناک برای ترساندن یا به وحشت انداختن عمدی مخاطب از طریق تعلیق، خشونت یا شوک گفته می‌شود. لاوکرفت دو نوع اصلی را در «مقدمه» وحشت فراطبیعی در ادبیات متمایز می‌کند: ۱) ترس فیزیکی یا «بسیار وحشتناک». و ۲) داستان واقعی ترسناک فراطبیعی یا «داستان عجیب». انواع ماوراءالطبیعه گاهی اوقات «خیال‌پردازی سیاه» نامیده می‌شود، زیرا قوانین طبیعت باید به‌نحوی نقض شوند، بنابراین داستان «فانتزی» شناخته می‌شود.
- داستان ارواح: داستانی در مورد نفوذ ارواح مردگان به قلمرو زندگان است. زیرژانرهایی وجود دارد: تسخیر سنتی، ارواح خبیث، مکان یا شیء خالی از سکنه (به عنوان مثال هتل در درخشش استیون کینگ). برخی شامل داستان‌هایی از بازگشت روح هستند مانند پنجه میمون اثر جیکوبز.
- داستان گوتیک: داستانی فراطبیعی با محوریت ترس از تابوها و ناشناخته‌ها. رازهای مبهم و تراژدی‌های شخصی در داستان‌هایی که در آن گذشته برای تسخیر زمان حال بازمی‌گردد رایج هستند و به‌لحاظ موضوعی در معماری در حال فروپاشی و پوسیده این ژانر منعکس می‌شوند. قلعه اوترانتو (۱۷۶۴) اثر هوراس والپول پنجه میمون اثر جیکوبز[۱۵] نمونه‌ای از احساسات و لحن پیش‌گویانه این ژانر هستند.
- ادبیات هیولایی: داستانی در مورد یک هیولا، یا یک موجود جهش‌یافته که مردم را به وحشت می‌اندازد. رمان فرانکنشتاین اثر مری شلی نمونه‌ای از داستانی با یک «موجود» هیولایی است (فرانکنشتاین اولین داستان علمی تخیلی محسوب می‌شود، زیرا علم بیولوژی را به‌تصویر می‌کشد که مرده‌ها را زنده می‌کند). دیگر داستان‌های هیولایی مربوط به موجودات فولکلور و افسانه‌ای است: غول، گرگینه، و زامبی.
  - ادبیات خون‌آشامی: داستانی دربارهٔ خون‌آشامها، بدن‌هایی که از خون زنده‌ها تغذیه می‌کنند؛ بر اساس فولکلور اروپایی. دراکولای برام استوکر (۱۸۹۷) بسیاری از قراردادهای این ژانر را ایجاد کرده‌است.
- جیانگشی: داستان‌هایی در مورد جیانگشی؛ اجساد در حال پریدن تحت کنترل کشیشان تائوئیست برگرفته از ادبیات و فولکلور چینی.
- داستان‌های غیبی: داستان‌هایی که مخالفان خیر، به‌ویژه «دشمنان» نیروهای عدالت را که در هر فلسفه دینی بیان شده‌است، توصیف می‌کنند. داستان‌های شیاطین، تسخیر شیطان، جادوگری سیاه، جادوگران یا جنگجویان شیطانی، و شخصیت‌هایی مانند دجال واجد شرایط شخصیت‌های این داستان‌ها هستند. ماهیت چنین داستان‌هایی وجود طرف خیر و وجود خدایی را در مقابل نیروهای شر پیش فرض می‌گیرد.
- ترس و بقا: داستانی ترسناک در مورد یک قهرمان داستان در یک موقعیت خطرناک و تهدیدکننده زندگی که باید تحمل کنند؛ اغلب در نتیجه چیزهایی مانند زامبی‌ها یا هیولاهای دیگر، و بقیه داستان این است که چگونه شخصیت‌های اصلی بر این مشکل غلبه می‌کنند.

### داستان عاشقانه
واژه عاشقانه معانی متعددی دارد. برای مثال، رمان‌های عاشقانهٔ تاریخی مانند داستان‌های والتر اسکات از این اصطلاح به‌معنای «روایتی ساختگی در نثر یا منظومه‌ای استفاده می‌کنند که توجه آن به حوادث شگفت‌انگیز و غیرمعمول تبدیل می‌شود».
داستان‌های عاشقانه که احساسات محور هستند، در درجه اول بر رابطه بین شخصیت‌های اصلی داستان متمرکز هستند. فراتر از تمرکز بر رابطه، بزرگ‌ترین ویژگی تعیین‌کننده ژانر عاشقانه این است که همیشه یک پایان خوش تضمین شده‌است، شاید ازدواج و زندگی «خوشبختانه تا آخر عمر»، یا دیدن به آینده از رابطه عاشقانه توسط خواننده.
با توجه به تعریف گسترده‌ای از عاشقانه، داستان‌های عاشقانه موضوعات بسیار متنوعی را در بر می‌گیرند و اغلب علاوه بر عاشقانه در ژانرهای دیگری نیز قرار می‌گیرند. زیرژانرها عبارتند از:
- رمانتیک آمیش
- رمانتیک معاصر
- فانتزی رمانتیک
- رمانتیک پزشکی: برای مثال، رمان‌های لوسیلا اندروز.
- رمانتیک فراطبیعی
- رمانتیک سلطنتی
- رمانتیک دلهره‌آور
- رمانتیک جوانمردانه
- رمانتیک تاریخی

### طنز
در طنز، رذیلت‌های انسانی یا فردی، حماقت‌ها، سوء استفاده‌ها یا کاستی‌ها با تمسخر، مضحکه، بی‌تفاوتی، کنایه یا روش‌های دیگر، با هدف ایجاد بهبود، مورد سرزنش قرار می‌گیرند.
طنز معمولاً خنده‌دار است، اما هدف آن حمله به چیزی که نویسنده آن را تأیید نمی‌کند، با استفاده از شوخ‌طبعی نیست. یکی از ویژگی‌های تعیین‌کننده طنز، رگه قوی کنایه یا طعنه آن است، اما نقیضه، هجو، اغراق، قیاس، و حرف دوپهلو همگی در گفتار و نوشتار طنز دیده می‌شوند. نکته اساسی این است که «در طنز کنایه ستیزه‌جویانه است». این «کنایه ستیزه‌جویانه» همان چیزهایی هستند که طنزنویس واقعاً می‌خواهد به آن‌ها حمله کند.
طنز به‌عنوان یک گونه ادبی تعریف می‌شود، و در گرفیک و هنرهای نمایشی نیز یافت می‌شود.

### علمی تخیلی
داستان علمی تخیلی شبیه به فانتزی است، با این تفاوت که داستان‌های این ژانر از درک علمی برای توضیح جهانی که در آن رخ می‌دهد استفاده می‌کنند. عموماً شامل تأثیرات یا پیامدهای احتمالی رایانه‌ها یا ماشین‌ها می‌شود، یا بر این موضوعات متمرکز است. سفر در فضا، زمان یا جهان‌های موازی؛ اشکال حیات فرازمینی؛ مهندسی ژنتیک؛ یا موارد دیگر از این قبیل علم یا فناوری مورد استفاده ممکن است در این داستان‌ها مطرح شود.
- داستان‌های آخرالزمانی و پساآخرالزمانی: مربوط به پایان تمدن که یا از راه جنگ هسته‌ای، یا از راه بیماری، یا برخی فاجعه‌های عمومی دیگر اتفاق می‌افتند. داستان‌های پساآخرالزمانی در یک جهان یا تمدن پس از چنین فاجعه‌ای اتفاق می‌افتد. چارچوب زمانی ممکن است بلافاصله پس از فاجعه باشد، با تمرکز بر زحمات یا روان‌شناسی بازماندگان. اغلب شامل این موضوع است که وجود تمدن قبل از فاجعه فراموش شده‌است (یا اسطوره‌سازی شده‌است). داستان‌های پساآخرالزمانی اغلب در دنیایی کشاورزی و آینده‌ای غیرفناوری یا دنیایی اتفاق می‌افتند که تنها عناصر پراکنده فناوری در آن باقی مانده‌است. درجه قابل‌توجهی از ابهام بین این شکل از داستان‌های علمی تخیلی و داستان‌های تخیلی که به آرمان‌شهرهای دروغین یا جوامع ویران‌شهر می‌پردازد وجود دارد.
- داستان‌های علمی تخیلی سخت: داستان‌هایی که عناصر علمی آن‌ها به‌طور منطقی با جزئیات تحقیق‌شده و با توجه به دانش و فناوری فعلی نسبتاً قابل قبول در نظر گرفته می‌شوند. برای مثال می‌توان به پارک ژوراسیک (۱۹۹۰) و شکار (۲۰۰۲) اشاره کرد.
- داستان‌های علمی تخیلی نرم: داستان‌هایی که در آن علم درگیر جزئیات نیست و بیشتر به تعاملات فرهنگی، اجتماعی و سیاسی می‌پردازد.
  - کمدی علمی تخیلی: از قراردادهای این ژانر برای جلوه‌های کمیک استفاده می‌کند.
  - نظامی‌گری علمی تخیلی: افزودن عناصر علمی تخیلی به یک داستان تخیلی نظامی است. این داستان‌ها از نگاه نظامی یا شخصیت اصلی که سرباز ارتش است روایت می‌شود. معمولاً شامل فناوری بسیار برتر از امروز است. (برخی از داستان‌های علمی تخیلی نظامی در زیرژانر «علمی تخیلی سخت» نیز قرار می‌گیرند)
  - علمی تخیلی فمینیستی: تمایل به پرداختن به نقش زنان در جامعه. این پرسش در مورد مسائل اجتماعی مانند چگونگی ساختن نقش‌های جنسیتی توسط جامعه، نقش بازتولید در تعریف جنسیت و قدرت سیاسی، اقتصادی و شخصی نابرابر زن و مرد می‌پرسد. برخی از برجسته‌ترین آثار علمی تخیلی فمینیستی این مضامین را با استفاده از آرمان‌شهرها برای کاوش در جامعه‌ای که در آن تفاوت‌های جنسیتی یا عدم تعادل قدرت جنسیتی وجود ندارد، یا ویران‌شهرها برای کشف جهان‌هایی که در آن نابرابری‌های جنسیتی تشدید می‌شود، به‌تصویر کشیده‌اند و بدین ترتیب نیاز به کار فمینیستی را نشان می‌دهند.
  - علمی تخیلی لیبرترین: بر سیاست و نظم اجتماعی که مستلزم فلسفه‌های لیبرترین است و بر فردگرایی تمرکز دارد. به‌عنوان یک ژانر در دهه‌های ۱۹۳۰ و ۱۹۴۰ رشد کرد، زمانی که موضوعات علمی تخیلی در مجلات هم‌زمان با فاشیسم و کمونیسم به اوج خود می‍رسیدند. درحالی‌که این محیط باعث پیدایش رمان‌های دیستوپیایی مانند نوزده هشتاد و چهار جرج اورول شد، اما این تأثیر موجب گمانه‌زنی‌هایی دربارهٔ جوامع (یا گروه‌های فرعی) می‌شود که در تقابل مستقیم با توتالیتاریسم ایجاد می‌شوند.
  - داستان‌های علمی-اجتماعی: کمتر به پیشینه علمی و بیشتر به گمانه‌زنی‌های جامعه‌شناختی در مورد جامعه انسانی توجه می‌کند. به عبارت دیگر، «[درباره] انسان‌شناسی بحث می‌کند»، و در مورد رفتار و کنش‌های انسانی حدس می‌زند. کاوش در جوامع تخیلی یکی از جالب‌ترین جنبه‌های داستان علمی تخیلی است که به آن امکان می‌دهد تا کارکردهای پیش‌بینی‌کننده و پیشگیرانه انجام دهد؛ جهان معاصر را نقد کند و راه‌حل‌هایی ارائه کند. جوامع جایگزین را به‌تصویر بکشد و پیامدهای اصول اخلاقی را بررسی کند.
- اپرای فضایی: داستانی که با گستردگی سفرهای فضایی مشخص می‌شود و با مدت زمانی که قهرمان‌های داستان در یک سبک زندگی فعال و فضایی سپری می‌کنند متمایز می‌شود.
  - وسترن علمی تخیلی: داستان‌هایی که در آن عناصر علمی تخیلی در فضایی غربی معرفی می‌شوند. این مکمل «وسترن فضایی» است که عناصر غربی را به فضای بیرون منتقل می‌کند.
  - رمانتیک سیاره‌ای: بخش عمده‌ای از اکشن شامل ماجراجویی در یک یا چند سیاره بیگانه عجیب و غریب است که با زمینه‌های فیزیکی و فرهنگی متمایز مشخص می‌شود. برخی از عاشقانه‌های سیاره‌ای در پس‌زمینه فرهنگ آینده اتفاق می‌افتد که در آن سفر بین دنیاها با سفینه فضایی امری عادی است.
  - وسترن فضایی: مضامین ژانر آمریکایی-وسترن را به پس‌زمینه‌ای از مرزهای فضایی آینده‌نگر منتقل می‌کند. این مکمل «وسترن علمی تخیلی» است که مضامین علمی تخیلی را به یک محیط وسترن آمریکایی منتقل می‌کند.

#### سایبرپانک و مشتقات
سایبرپانک یک زیرژانر ادبیات گمانه‌زن علمی است که شامل داستان‌هایی با خط داستانی آینده‌نگرانه است و با افرادی سروکار دارد که از لحاظ جسمی یا ذهنی با اجزای سایبرنتیک بهبود یافته‌اند. اغلب سایبورگها یا تکینگی را به‌عنوان موضوع اصلی، و تا حدودی بدبینانه یا دیستوپیایی (از این رو «پانک» نشان می‌دهند: بخشی از نام). اغلب با تکنو تریلر اشتباه گرفته می‌شود که در واقع یک ژانر مجزا و کمتر تخصصی است.
- پست‌سایبرپانک: زیرشاخه‌ای که برخی از منتقدان معتقدند از سایبرپانک مشتق شده‌است. پست‌سایبرپانک مانند سلف خود بر تحولات فناوری در جوامع آینده نزدیک متمرکز است و به‌طور معمول اثرات اجتماعی حوزه داده همه جا از اطلاعات رایانه‌ای، مهندسی ژنتیک، اصلاح بدن انسان و تأثیر مستمر تغییرات دائمی فناوری را بررسی می‌کند. برخلاف سایبرپانک، آثار این دسته دارای شخصیت‌هایی هستند که برای بهبود شرایط اجتماعی یا حداقل محافظت از وضعیت موجود در برابر زوال بیشتر عمل می‌کنند.

دسته‌ای از چندین زیرژانر مختلف از سایبرپانک مشتق شده‌اند که با فناوری‌ها و علوم مشخص می‌شوند. مضامین آن‌ها بدبینانه یا دیستوپیایی هستند و معمولاً شامل شخص یا گروهی از مردم می‌شود که با فساد دولت مبارزه می‌کنند.

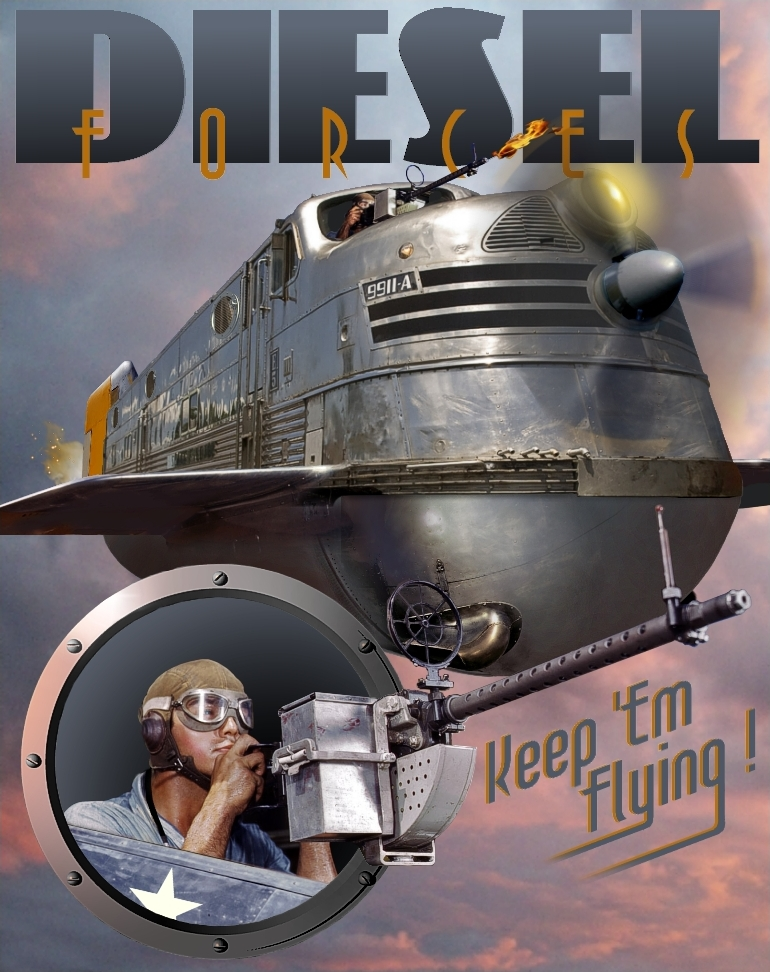
ترسیم رتروفیوچریستیک از یک لوکوموتیو پرنده که یادآور اوایل دهه ۱۹۴۰ است.

- رتروفیوچریسم: زمانی که تعداد زیادی از نویسندگان شروع به نگارش با مفاهیم سایبرپانک کردند، زیرژانرهای جدیدی از داستان‌های علمی تخیلی پدید آمدند که از دسته سایبرپانک خارج شدند و به روش‌های مختلف بر فناوری و اثرات اجتماعی آن تمرکز کردند. بسیاری از مشتقات سایبرپانک آینده‌نگر هستند، یا بر اساس دیدگاه‌های آینده‌نگر دوره‌های گذشته، یا برون‌یابی‌ها یا اغراق‌های اخیر فناوری واقعی آن دوره‌ها هستند.
  - اتم‌پانک: مربوط به دوره فرهنگی پیش از دیجیتال یعنی سال‌های ۱۹۴۵ تا ۱۹۶۵ است که شامل تأثیر عوامل و پدیده‌های: مدرنیسم اواسط قرن، عصر اتمی و فضایی، کمونیسم پس از جنگ و پارانویا در ایالات متحده همراه با سبک‌های شوروی، سینمای زیرزمینی، معماری گوگی، رقابت فضایی، اسپوتنیک و فرود آپولو ۱۱ بر روی ماه، دوران طلایی کمیک‌های ابرقهرمانی، ظهور مجتمع نظامی-صنعتی آمریکاِ، و فاجعه چرنوبیل و رادیواکتیویته.[۱۹][۲۰] سری بازی‌های کامپیوتری فال‌اوت نمونه‌ای از اتم‌پانک است.
  - دیزل‌پانک: در ابتدا توسط سازندگان بازی‌های نقش‌آفرینی فرزندان خورشید پیشنهاد شد،[۲۱] و به داستان‌هایی الهام‌گرفته از داستان‌های عامیانه اواسط قرن، بر اساس زیبایی‌شناسی دوره بین جنگ جهانی اول تا جنگ جهانی دوم (حدود ۱۹۲۰–۱۹۴۵) اشاره دارد. دیزل‌پانک که ظاهراً شبیه به استیم‌پانک در موضوعات تاریخ است، مشخصاً با افزایش قدرت نفتی و درک تکنوکراتیک، ترکیب عناصر نئو نوآر و به اشتراک گذاشتن تم‌ها با سایبرپانک از استیم‌پانک متمایز می‌شود. برخی از آثار که دیزل‌پانک در نظر گرفته می‌شوند عبارتند از: ساکن برج بلند (۱۹۶۲)، سرزمین پدری (۱۹۹۲)، توطئه علیه آمریکا (۲۰۰۴)، و سریال جنگی که زود آمد ساخته هری ترتلدوو.
  - استیم‌پانک: داستانی که در زمانی اتفاق می‌افتد که قدرت بخار برای اولین بار مورد استفاده می‌گیرد. انقلاب صنعتی یک زمان معمول برای داستان‌های پانک‌استیم است. فناوری پانک‌استیم اغلب از فناوری واقعی آن زمان پیشرفته‌تر است (برای مثال، کارآگاهان کمیک پانک‌استیم دارای روبات‌های بخاردار هستند). اولین شکل بازخورد خرده‌فرهنگ استیم‌پانک به‌صورت اجتماع طرفداران این سبک مشاهده شد. برخی فراتر رفته و سعی کردند از طریق مد، دکوراسیون منزل و حتی موسیقی، زیبایی‌شناسی «استیم‌پانک» را در آثار خود نمودار کنند.
  - کلاک‌پانک: این اصطلاح گه‌گاه به زیرشاخه‌ای از داستان‌های گمانه‌زن اشاره می‌کند که شبیه به استیم‌پانک است، اما در فناوری منحرف می‌شود. همانند استیم‌پانک، فناوری پیشرفته‌ای را بر اساس طرح‌های ماقبل مدرن به تصویر می‌کشد، اما به جای قدرت بخار عصر صنعتی، فناوری مورد استفاده مبتنی بر فنر، ساعت و موارد مشابه است. کلاک‌پانک به‌شدت بر اساس آثار لئوناردو داوینچی است[۲۲] و به همین دلیل معمولاً در دوران رنسانس اتفاق می‌افتد.
  - مانرپانک: به‌عنوان فانتزی آداب و رسوم شناخته می‌شود، این زیرژانر ترکیبی از ترانه‌هایی از فانتزی سنتی و کمدی آداب است. داستان‌های مانرپانک در یک سلسله مراتب اجتماعی پیچیده با مضامین جنگ طبقاتی و دسیسه‌های سیاسی اتفاق می‌افتد و نبردهای عقلانیت بیشتر از نبردهای تسلیحاتی است. فناوری جادویی و آینده‌نگر در یک محیط معمولی پانک، با تله‌های خارق‌العاده مانند اژدها و کشتی‌های هوایی که در جامعه عادی ادغام شده‌اند، نادر است یا وجود ندارد. جای شمشیر (۱۹۸۷) اثر الن کوشنر اولین اثری بود که به عنوان مانرپانک شناخته شد.
- بیوپانک: داستانی که در مورد ژنتیک و تحقیقات بیولوژیکی است و اغلب در دسته ترسناک قرار می‌گیرد. بر روی برخی از اثرات مضری تمرکز می‌کند که شخصیت‌ها هنگام تغییر کد حیوانی برای ایجاد یک هیولا ایجاد کرده‌اند. بیوپانک در طول دهه ۱۹۹۰ ظهور کرد و انقلاب بیوتکنولوژیکی پنهانی را به تصویر می‌کشد که انتظار می‌رفت در نیمه اول قرن بیست و یکم تأثیر عمیقی بر بشریت بگذارد. داستان‌های بیوپانک معمولاً مبارزات افراد یا گروه‌ها را نشان می‌دهد که محصول آزمایش‌های انسانی هستند، و در مقابل پس‌زمینه‌ای از دولت‌های تمامیت‌خواه یا شرکت‌های بزرگ که از بیوتکنولوژی‌ها برای کنترل اجتماعی یا سودجویی سوء استفاده می‌کنند. برخلاف سایبرپانک، نه بر اساس فناوری اطلاعات، بلکه بر پایه زیست‌شناسی مصنوعی بنا شده‌است.
  - نانوپانک: شبیه بیوپانک است، اما دنیایی را به‌تصویر می‌کشد که در آن استفاده از بیوتکنولوژی محدود یا ممنوع است، بنابراین فقط فناوری‌های نانو در کاربرد گسترده هستند (درحالی‌که در بیوپانک فناوری‌های زیستی و نانو اغلب هم‌زیستی دارند). در حال حاضر این ژانر بیشتر به تأثیر هنری و فیزیولوژیکی فناوری نانو می‌پردازد تا جنبه‌هایی از خود فناوری که هنوز در مراحل اولیه است.[۲۳]
- سولارپانک: ژانری است که برای تحقق بخشیدن به آینده‌ای پایدار در ارتباط با طبیعت و جامعه است.[۲۴][۲۵][۲۶] «سولار» انرژی خورشیدی را منبع انرژی تجدیدپذیر و چشم‌اندازی خوش‌بینانه از آینده نشان می‌دهد که بدی آب و هوا را رفع می‌کند،[۲۷] درحالی‌که «پانک» به شور و شوق ضدفرهنگی، پساسرمایه‌داری و استعمارزدایی برای ایجاد چنین آینده‌ای اشاره دارد.[۲۸]

### گمانه‌زن
داستان‌های گمانه‌زن دربارهٔ جهان‌هایی است که از جنبه‌هایی متفاوت با دنیای واقعی هستند. عموماً با یک یا چند مورد زیر هم‌پوشانی دارد: داستان‌های علمی تخیلی، فانتزی، داستان ترسناک، داستان ماوراء طبیعی، داستان‌های ابرقهرمانی، داستان‌های اتوپیایی و دیستوپیایی، داستان‌های آخرالزمانی و پساآخرالزمانی و تاریخ جایگزین.
- جریان پس‌رو (به انگلیسی: Slipstream): داستانی که اشکالی از داستان‌های تخیلی نظری را نشان می‌دهد که داستان‌های علمی تخیلی، فانتزی و ادبی را با هم ترکیب می‌کند.[۲۹] اصطلاح جریان پس‌رو توسط نویسنده سایبرپانک بروس استرلینگ در مقاله‌ای که در ژوئیه ۱۹۸۹ و در شماره ۵ اس اف آی منتشر شد، به‌کار برده شد. او نوشت: «... اگر فردی با حساسیت خاص باشید، این [جریان پس‌رو] نوعی نوشتن است که به‌سادگی به شما احساس بسیار عجیبی می‌دهد؛ همان حسی که زندگی در قرن بیستم در شما ایجاد می‌کند.» از داستان‌های اسلیپ‌استریم به‌عنوان «داستان غرابت» یاد می‌شود، که به اندازه هر تعریف دیگری روشن است.
- داستان ماوراء الطبیعی: از برخی تضادهای دنیای طبیعی و فرضیات ماتریالیستی در مورد آن، به‌عنوان ابزارها یا مضامین طرح بهره‌برداری می‌کند. این ژانر شامل داستان ارواح است. سخت‌تر شدن اوضاع اثر هنری جیمز نمونه‌ای از یک اثر داستانی ادبی است که به عناصر داستانی ماوراء طبیعی توجه دارد و این احتمال را ایجاد می‌کند که شخصیت‌ها ریشه روان‌شناختی دارند، اما تأثیرگذاری ندارند.
- داستان ابرقهرمانی: به ابرقهرمانان، ابرشرورها، انسان‌هایی با قدرت فوق‌العاده، فرازمینی‌ها و بیگانگان یا موجودات جهش‌یافته‌ها و ماجراهای آن‌ها می‌پردازد. داستان‌های ابرقهرمانی از کتاب‌های کمیک، فیلم‌های انیمیشن، و رمان‌های گرافیکی، داستان‌های منثور و رمان‌ها متمایز هستند. داستان ابرقهرمانی نوعی داستان تخیلی گمانه‌زن است. بزرگ‌ترین و طولانی‌ترین مجموعه‌ها مربوط به دنیای دی‌سی و دنیای مارول هستند.
- داستان آرمان‌شهری و ویران‌شهری: ژانرهایی از ادبیات هستند که ساختارهای اجتماعی و سیاسی را بررسی می‌کنند. داستان آرمان‌شهری خلق دنیایی ایده‌آل یا آرمان‌شهر به‌عنوان زمینه‌ای برای یک رمان است. داستان ویران‌شهری برعکس است: خلق دنیایی کابوسی یا ویران. بسیاری از رمان‌ها هر دو را ترکیب می‌کنند، اغلب به‌عنوان استعاره‌ای از جهت‌گیری‌های متفاوتی که بشر می‌تواند در انتخاب‌هایش بگیرد، و به یکی از دو آینده ممکن ختم می‌شود. هم مدینه فاضله و هم دیستوپیا معمولاً در داستان‌های علمی تخیلی و سایر ژانرهای داستانی گمانه‌زن یافت می‌شوند و مسلماً طبق تعریف نوعی داستان تخیلی گمانه‌زن هستند. بیش از ۴۰۰ اثر اتوپیایی قبل از سال ۱۹۰۰ تنها به زبان انگلیسی و بیش از هزار اثر به زبان‌های دیگر در طول قرن بیستم منتشر شد.
- داستان‌های شگرف: ادبیات گمانه‌زن نوشته‌شده در اواخر قرن ۱۹ و اوایل قرن ۲۰ هستند. داستان شگرف از داستان ترسناک و فانتزی متمایز است. از آن‌جا که ژانر یا قراردادهای سبکی ایجاد نشده بود، داستان‌های شگرف اغلب ماوراء طبیعی، اسطوره‌ای و حتی علمی را در هم می‌آمیزد.

داستان‌های گمانه‌زن زیرمجموعه‌ای است که در آن داستان‌ها و شخصیت‌ها در یک دنیای سازگار درونی محدود می‌شوند، اما این مقوله لزوماً با ژانر خاصی مرتبط نیست. بسته به هدف و تمرکز نویسنده، یک اثر تخیلی گمانه‌زن ممکن است علمی تخیلی، تاریخ جایگزین، رمزآلود، ترسناک یا حتی خیالی گمانه‌زن باشد.

### دلهره‌آور
موضوع رایج در فیلم‌های دلهره‌آور، برخورد قربانیان بی‌گناه با دشمنان دیوانه است، همان‌طور که در فیلم ربکا (۱۹۴۰) اثر هیچکاک دیده می‌شود، جایی که خانم دانورز تلاش می‌کند خانم دی وینتر را متقاعد کند تا به پرتگاه مرگ برود.
داستان ژانر دلهره‌آور داستانی است که معمولاً ترکیبی از ترس و هیجان است. ویژگی‌هایی از ژانرهای تعلیق، اکشن، ماجراجویی یا معمایی دارد، اما سطح وحشت باعث می‌شود گاهی اوقات آن را به داستان ترسناک تبدیل کند. به‌طور کلی یک تم تاریک یا جدی دارد که آن را شبیه به درام نیز می‌کند.
- مهیج دلهره‌آور: داستانی دربارهٔ یک خطر جمعی، که در آن کار قهرمان داستان هم زنده ماندن است و هم نجات بسیاری از افراد دیگر از یک سرنوشت شوم. موضوع داستان اغلب یک فاجعه طبیعی مانند طوفان یا فوران آتشفشان یا یک حمله تروریستی است.
- دلهره‌آور روان‌شناختی: بر شرایط روان‌شناختی قهرمان تأکید می‌کند که به‌جای عمل، مانعی برای هدف او ایجاد می‌کند. برخی از فیلم‌های دلهره‌آور روان‌شناختی نیز دربارهٔ داستان‌های پیچیده‌ای هستند که سعی می‌کنند عمداً مخاطب را گیج کنند، اغلب با نشان دادن همان اطلاعات گیج‌کننده یا به ظاهر مزخرف است که قهرمان ساخته می‌شود.
- جنایی دلهره‌آور: داستانی که حول زندگی کارآگاهان، اوباش یا سایر گروه‌های مرتبط با رویدادهای جنایی در داستان می‌چرخد.
- تکنو تریلر: داستانی که مضمون آن معمولاً فناوری است، یا خطر یک فناوری که مردم از آن استفاده می‌کنند، از جمله تهدید تروریسم سایبری.

### ایسکای
ایسکای (به ژاپنی: 異世界، ترجمه «دنیای متفاوت» یا «جهان دیگر») یک ژانر ژاپنی از داستان‌های تخیلی گمانه‌زن است که هم شامل فانتزی پورتال و هم داستان علمی تخیلی می‌شود. این ژانر شامل رمان‌ها، داستان‌های کوتاه، فیلم‌ها، مانگا، انیمه‌ها و بازی‌های ویدیویی است که حول یک فرد یا افرادی می‌چرخند که به دنیای دیگری منتقل می‌شوند و باید در آن زنده بمانند؛ مانند یک دنیای فانتزی، دنیای مجازی یا یک جهان موازی. ایسکای یکی از محبوب‌ترین ژانرهای انیمه است و داستان‌های آن در بسیاری از موضوعات مشترک هستند؛ برای مثال، یک قهرمان قدرتمند که قادر است مردم جهانی دیگر را با جنگیدن شکست دهد.

### سایرژانرهای ادبی
- وسترن: داستان‌های ژانر وسترن در غرب وحشی، بین زمان جنگ داخلی و اوایل قرن بیستم اتفاق می‌افتد.[۳۴] محیط داستان یک بیابان یا منطقه غیرمتمدن است و اغلب غنی و عمیق توصیف می‌شود. بر ماجراجویی شخصیت یا شخصیت‌های اصلی و تضاد بین تمدن یا جامعه و بیابان رام‌نشده تمرکز می‌کنند، که شخصیت‌هایی تلاش می‌کنند که تمدن را به آن بیابان صادر کنند. این ژانر با داستان‌های تاریخی هم‌پوشانی دارد، و درحالی‌که تعریف سنتی‌تر وسترن، تعریف داستان‌هایی دربارهٔ مردان تنها در غرب وحشی است، تعاریف و نوشته‌های مدرن‌تر به‌گونه‌ای بسط یافته‌اند که فرد یا افرادی را در این دوره زمانی که لحن و زبان قوی‌تری دارند را در بر می‌گیرند.[۳۴][۳۵]
- داستان پارانوئید: آثار ادبی که به بررسی ماهیت ذهنی واقعیت و چگونگی دستکاری آن توسط نیروهای قدرتمند می‌پردازند. این نیروها می‌توانند بیرونی باشند، مانند یک حکومت توتالیتر، یا درونی باشند، مانند بیماری روانی.
- داستان‌های فلسفی: داستان‌هایی که در آن بخش قابل توجهی از کار به بحث در مورد سؤالاتی که معمولاً در فلسفه گفتمانی مطرح می‌شود، اختصاص دارد. ممکن است شامل کارکرد و نقش جامعه، هدف از زندگی، اخلاق، نقش هنر در زندگی انسان، و نقش تجربه یا عقل در توسعه دانش باشد. آثار تخیلی فلسفی شامل ایده‌هایی از داستان‌های علمی تخیلی، داستان‌های آرمان‌شهری و دیستوپیایی و رمان تربیتی است. به نظر می‌رسد که شیوه کار استفاده از یک داستان عادی برای توضیح ساده بخش‌های دشوار و تاریک زندگی انسان است.
  - رمان تربیتی: رمانی در دوران بلوغ که شکل‌گیری روان‌شناختی، اخلاقی و اجتماعی شخصیت قهرمان داستان را ارائه می‌کند. این ژانر در دوران عصر روشنگری در آلمان به‌وجود آمد.
- داستان سیاسی: زیر شاخه‌ای از داستان است که به امور سیاسی می‌پردازد. داستان‌های سیاسی اغلب از روایتی برای ارائه تفسیر وقایع، نظام‌ها و نظریه‌های سیاسی استفاده می‌کنند. آثار داستانی سیاسی اغلب «مستقیماً یک جامعه موجود را نقد می‌کنند یا … یک واقعیت بدیل و گاه خارق‌العاده را مطرح می‌کنند». آثار برجسته داستان سیاسی شامل دیستوپیاهای توتالیتر اوایل قرن بیستم مانند پاشنه آهنین جک لندن و این‌جا نمی‌تواند اتفاق بیفتد سینکلر لوئیس هستند. به همان اندازه آثار دیگری از داستان‌های سیاسی مانند سفرهای گالیور (۱۷۲۶)، کاندید (۱۷۵۹)، و کلبه عمو تام (۱۸۵۲) تأثیرگذار بوده‌اند. داستان‌های سیاسی اغلب از شیوه‌های ادبی طنز در ژانرهای داستان‌های آرمان‌شهری، دیستوپیایی و علمی-اجتماعی استفاده می‌کنند.
  - داستان آرمان‌شهری: خلق دنیایی ایده‌آل یا آرمان‌شهر به‌عنوان زمینه‌ای برای یک رمان.
  - داستان ویران‌شهری: خلق یک دنیای کابوس‌وار یا ویران، به‌عنوان بستر یک رمان داستان علمی تخیلی اجتماعی.
  - داستان بقاگرا: ایجاد جهانی که در آن جامعه سنتی به‌دلیل سناریوهای پساآخرالزمانی یا روز قیامت فروپاشیده است، به‌عنوان زمینه‌ای برای یک رمان.
- ساگا (سرگذشت‌نامه‌ها): داستان‌هایی که به زبان نورس باستان، عمدتاً در ایسلند، نوشته شده‌اند، که در مورد تاریخ باستان اسکاندیناوی و ژرمن‌ها، در مورد سفرهای اولیه وایکینگ‌ها، در مورد مهاجرت به ایسلند، و خصومت‌های بین خانواده‌های ایسلندی است. متون ساگا به نثر، با مصراع‌ها یا اشعار کامل در ابیات متواتر در متن، از اعمال قهرمانانه روزهای گذشته، حکایت‌های مردان شایسته، که اغلب وایکینگ‌ها، گاهی بت‌پرست، گاهی مسیحی بودند، حکایت دارد. داستان‌ها معمولاً واقع‌گرایانه هستند، به جز حماسه‌های افسانه‌ای، حماسه‌های مقدسین، حماسه‌های اسقف‌ها و رمان‌های عاشقانه ترجمه‌شده یا بازسازی‌شده.
  - ساگای خانوادگی: زندگی و اعمال یک خانواده یا تعدادی از خانواده‌های مرتبط یا به هم پیوسته را در یک دوره زمانی مشخص می‌کند. در رمان‌ها (یا گاه دنباله‌هایی از رمان‌ها) ابزاری موضوعی است که برای به‌تصویر کشیدن رویدادهای تاریخی خاص، تغییرات شرایط اجتماعی، یا بالا و پایین شدن ثروت از منظرهای چندگانه استفاده می‌شود. از نویسندگان موفق ساگای خانوادگی محبوب می‌توان به سوزان هاوچ، و فیلیپا کار اشاره کرد.
- داستان شهری: یک ژانر ادبی که همان‌طور که از نامش پیداست، خاستگاه آن چشم‌انداز و فضای شهری است و با نژاد و فرهنگ شخصیت‌های آن تعریف می‌شود. لحن داستان‌های شهری معمولاً تیره است و روی قسمت زیرین آن تمرکز دارد. موضوعات فحاشی، جنسیت و خشونت معمولاً صریح هستند، و نویسنده از سانسور دوری نمی‌کند یا آن را کمرنگ نمی‌کند. از این نظر، داستان شهری با داستان‌های دیستوپیایی یا بقاگرایانه موضوعات مشترکی دارد. الیور توئیست اثر چارلز دیکنز، برجسته‌ترین مثال در رابطه با این ژانر ادبی است.

## ژانرهای سینمایی و تلویزیونی
بسیاری از ژانرهای فیلم و تلویزیون در اصل از ادبیات سرچشمه می‌گیرند، اما به‌دلیل کیفیت‌های متفاوت دیداری و شنیداری، اعمال بودجه، قالب‌های منحصربه‌فرد و فناوری‌ها، ژانرها می‌توانند تغییر کنند. به‌همین ممکن است شامل ویژگی‌های دسته‌بندی دیگری داشته باشند و حتی گاهی اوقات به نوعی با همتایان ادبی خود متفاوت هستند.

### بر اساس طرح
- گلچین ادبی: مجموعه آثار ادبی که توسط یک فرد گردآوری شده‌است، مانند شعر، داستان کوتاه، نمایشنامه و آهنگ.
  - فیلم آنتولوژی: فیلمی که از چند فیلم کوتاه مختلف تشکیل شده‌است که فقط با یک موضوع، مقدمه یا رویداد کوتاه درهم‌تنیده به هم متصل می‌شوند. نمونه‌های آن عبارتند از: تصنیف باستر اسکراگز (۲۰۱۸)، داستان‌های نیویورکی (۱۹۸۹)، و منطقه گرگ و میش: فیلم (۱۹۸۳).
  - سریال آنتولوژی: در هر قسمت داستانی متفاوت با مجموعه‌ای از شخصیت‌های متفاوت را ارائه می‌دهد. معمولاً هر هفته بازیگران متفاوتی دارد، اما چند سریال، مانند خانه بازی چهارستاره‌ای، یک گروه دائمی از بازیگران را به کار می‌گرفتند که هر هفته با یک داستان متفاوت نمایش داده می‌شد. برخی از سریال‌های آنتولوژی مانند استودیو یک از رادیو شروع شد و سپس در تلویزیون پخش شد. نمونه‌های آن عبارتند از: داستان ترسناک آمریکایی و داستان جنایی آمریکایی.
- فیلم هنری: نمایش‌های تلویزیونی مانند مجموعه‌های تویین پیکس دیوید لینچ و کارآگاه آوازخوان بی‌بی‌سی.
- فیلم جنایی
  - فیلم معمایی
    - گونگان (داستان جنایی چینی)

  - فیلم نوآر
  - فیلم گانگستری
    - خونریزی قهرمانانه
    - فیلم مافیایی
      - کمدی مافیایی

    - فیلم یاکوزایی

  - فیلم سرقت: فیلمی هیجان‌انگیز که در آن یک دزد یا گروهی از دزدان سرقتی بزرگ را اجرا می‌کنند. دزدی معمولاً شامل دسترسی به اشیای قیمتی ذخیره‌شده در مکانی با امنیت بالا است.
  - هود فیلم: یک ژانر در دهه ۱۹۹۰ است که نشأت‌گرفته از ایالات متحده است و جنبه‌هایی از فرهنگ شهرنشینی آفریقایی آمریکایی یا آمریکایی اسپانیایی‌تبار را به‌نمایش می‌گذارد. جان سینگلتون، ماریو ون پیبلز، اف. گری گری، برادران هیوز، و اسپایک لی کارگردانانی هستند که در بخشی از این ژانر طبقه‌بندی می‌شوند. این ژانر به‌عنوان زیر ژانر فیلم گانگستری شناخته شده‌است.
  - پلیتزیوتسکی: زیرژانری از فیلم‌های جنایی و اکشن است که در اواخر دهه ۱۹۶۰ در ایتالیا ظهور کرد و در دهه ۱۹۷۰ به اوج محبوبیت رسیدند.[۳۶]
  - فیلم انتقام‌جویانه
- فیلم تجربی
  - پوچ‌گرا: این زیرژانر بر شخصیت‌هایی تمرکز دارد که موقعیت‌هایی را تجربه می‌کنند که به پوچ‌گرایی منتهی می‌شود، یعنی موقعیت‌هایی که نشان می‌دهد هیچ هدفی برای زندگی وجود ندارد. نمونه‌های آن عبارتند از: ملک‌الموت (۱۹۶۲) و برزیل (۱۹۸۵).
  - سینمای سوررئالیستی: هدف این زیرژانر این است که از نظر سبکی تعریف نشده باشد، و از تصاویر غیرمنطقی برای فعال کردن ضمیر ناخودآگاه استفاده می‌شود. اغلب، ارتباطی با کمدی وجود دارد. نمونه‌های آن عبارتند از: کله‌پاک‌کن (۱۹۷۷) و هشت‌ونیم (۱۹۶۲).
- فیلم بهره‌کشی
  - سینمای تجارتی سیاهان
  - فیلم سکسنتفاعی
- فیلم گوتیک
  - رمانتیک گوتیک
  - علمی تخیلی گوتیک
  - گوتیک جنوبی
  - گوتیک شهری
- فانتزی (فیلم فانتزی) (تلویزیون فانتزی)
  - خیال‌پردازی معاصر
  - فانتزی شهری
  - خیال‌پردازی تاریک
  - خیال‌پردازی حماسی
  - فانتزی کمدی
  - قصه پریان
  - فانتاستیک
  - فانتزی تاریخی
  - واقع‌گرایی جادویی
  - خیال‌پردازی علمی
- مینی‌سریال
- فیلم موزیکال
- پلیسی
- فیلم عاشقانه
  - رمانتیک گوتیک
  - عاشقانه فراطبیعی
  - عاشقانه دوره خاص
  - درام عاشقانه
  - رمانتیک دلهره‌آور
- سریال
  - اپیزودیک
  - سریال آبکی
  - نمایش جعبه رمز و راز: در ژانر اپیزودیک، اصطلاح نمایش جعبه رمز و راز به ژانری از داستان‌های مفهومی اشاره دارد که شامل داستان‌های بزرگ و پیچیده مبتنی بر اتفاقات و اسرار معمایی، با چندین داستان فرعی درهم‌تنیده و مجموعه‌ای از شخصیت‌ها است که در نهایت یک داستان کل را نمایش می‌دهند و همه چیز را به هم پیوند می‌دهد.[۳۷][۳۸][۳۹][۴۰]
- فیلم مسئله اجتماعی
- فیلم ورزشی: ژانری که در آن قهرمانان دو و میدانی یا سایر بازی‌های رقابتی بازی می‌کنند.[۴۱] برای مثال می‌توان به فیلم‌هایی مانند تایتنز را به یاد آور (۲۰۰۰) و طولانی‌ترین فاصله (۲۰۰۵) اشاره کرد.
- تله‌نوولا
- دلهره‌آور
  - دلهره‌آور سیاسی
  - دلهره‌آور روان‌شناختی
  - تکنو تریلر

#### اکشن و ماجراجویی
- فیلم اکشن: آثار این ژانر با ریسک و خطر تعریف می‌شوند. فیلم‌های اکشن معمولاً شخصیتی مدبر را نشان می‌دهند که با موقعیت‌های تهدیدکننده زندگی مبارزه می‌کند که عموماً به پیروزی قهرمان ختم می‌شود. زیر ژانرهای فیلم اکشن عبارتند از:
  - فیلم ابرقهرمانی
  - ژانر فاجعه
  - دختران مسلح: این زیرژانر از فیلم‌های اکشن و انیمیشن (اغلب فیلم‌ها و انیمیشن‌های آسیایی) است که یک قهرمان زن قوی را به تصویر می‌کشد که از سلاح گرم برای دفاع در برابر یا حمله به گروهی از دشمنان استفاده می‌کند. این ژانر معمولاً شامل بازی با اسلحه، شیرین‌کاری و اکشن هنرهای رزمی است.[۴۲]
  - خونریزی قهرمانانه
  - فیلم جاسوسی: روایتی اکشن‌محور که یک مأمور مخفی (جاسوس) یا یکی از پرسنل نظامی را دنبال می‌کند که به یک مأموریت جاسوسی فرستاده می‌شود. این ژانر به‌جای جنبه‌های سیاسی و روانی، بر هیجان و سرگرمی جاسوسی تمرکز دارد. نمونه‌های آن عبارتند از: سری فیلم‌های جیمز باند، مأموریت غیرممکن و سریال‌های تلویزیونی.
  - فیلم رزمی: یک زیرژانر که بر هنرهای رزمی متمرکز است. نمونه‌های آن عبارتند از: قهرمان (۲۰۰۲) و ببر خیزان، اژدهای پنهان (۲۰۰۰).
- فیلم ماجراجویی: قهرمانی را در صحنه‌های اکشن نشان می‌دهد که در مکان‌های عجیب و غریب کاوش می‌کند. عناصر اصلی داستان عبارتند از تلاش برای یافتن قاره‌های گمشده، محیط‌های جنگلی یا بیابانی، شخصیت‌هایی که به دنبال گنج می‌روند و سفرهای قهرمانانه به سرزمین‌های ناشناخته. فیلم‌های ماجراجویی عمدتاً در پس‌زمینه یک دوره تاریخی قرار دارند و ممکن است شامل داستان‌های اقتباسی از قهرمانان تاریخی یا تخیلی باشند. معمولاً پادشاهان، نبردها، شورش یا دزدی دریایی در فیلم‌های ماجراجویی زیاد دیده می‌شوند. فیلم‌های ماجراجویی ممکن است با ژانرهای دیگر فیلم مانند، علمی تخیلی، فانتزی و گاهی اوقات فیلم‌های جنگی ترکیب شوند. زیرژانرهای فیلم‌های ماجراجویی عبارتند از:
  - فیلم شمشیربه‌دستان
  - فیلم دزدان دریایی

#### انیمیشن
اگرچه انیمیشن در فهرست ژانرها قرار دارد و توسط بسیاری از منتقدان فیلم و سرویس‌های پخش به‌عنوان یک ژانر طبقه‌بندی می‌شود، بحث‌های زیادی بین جامعه انیمیشن و عموم مردم وجود دارد که آیا انیمیشن یک ژانر است یا یک رسانه. و این‌که یک «فیلمنامه اکشن» را می‌توان در قالب ژانر انیمیشن نیز به‌تصویر کشید و انواع انیمیشن‌ها زیرژانر انواع داستان نیستند، بلکه صرفاً انواع روش‌هایی هستند که یک فیلم را می‌توان نمایش داد.
انستیتوی فیلم آمریکا انیمیشن را این‌گونه تعریف می‌کند: «ژانری که در آن تصاویر فیلم توسط رایانه یا دست ساخته می‌شوند و شخصیت‌ها توسط بازیگران صداگذاری می‌شوند». این طبقه‌بندی شامل:
- سل انیمیشن (انیمیشن سنتی): روشی برای متحرک‌سازی یک کارتون با طراحی و نقاشی توسط دست. نمونه‌های آن عبارتند از: دیو و دلبر و شهر اشباح.
- مجموعه پویانمایی: اثری که با عنوان سریال ایجاد یا اقتباس شده‌است، معمولاً به یکدیگر مرتبط است و می‌تواند تا یک بار در هفته یا هر روز، در یک بازه زمانی مشخص نمایش داده شود. مجموعه‌های کارتونی پویانمایی نیز گاهی اوقات خارج از تلویزیون پخش می‌شوند، مانند فیلم‌های کوتاه تام و جری که از سال ۱۹۶۱ تا ۱۹۶۲ در سینماها اکران شد. سریال می‌تواند دارای تعداد محدودی اپیزود مانند مینی‌سریال، پایان مشخص یا پایان باز، بدون تعداد قسمت‌های از پیش تعیین‌شده باشد. نمونه‌های آن عبارتند از: باب اسفنجی، سیمپسون‌ها، و آواتار: آخرین بادافزار.
- تصویر تولیدشده توسط کامپیوتر (CGI): ژانری از انیمیشن که شامل پویانمایی یک کارتون در یک برنامه مدل‌سازی کامپیوتری است. مدل‌هایی از کاراکترها یا قطعات بر روی کامپیوتر ایجاد می‌شوند و سپس برای انجام کاری خاص برنامه‌ریزی می‌شوند. سپس هنگامی که انیمیشن به‌طور کامل برنامه‌ریزی شد، کامپیوتر می‌تواند یک فیلم کاملاً کامپیوتری را پخش کند. CGI اغلب برای جلوه‌های بصری در فیلم‌های لایو اکشن نیز استفاده می‌شود. نمونه‌های آن عبارتند از: بالا (۲۰۰۹) یا داستان اسباب‌بازی (۱۹۹۵).
- استاپ‌موشن: شبیه به سل انیمیشن است. به‌جای استفاده از تصاویر طراحی‌شده با دست، فیلم‌های استاپ‌موشن با مجسمه‌های کوچک یا اشیاء دیگر ساخته می‌شوند که عکس آن‌ها چندین بار در یک دنباله از حرکات کوچک برای ایجاد فریم‌های انیمیشن گرفته می‌شود. نمونه‌های آن عبارتند از: کابوس پیش از کریسمس (۱۹۹۳)، کورالاین (۲۰۰۹)، و عروس مرده (۲۰۰۵).
  - استاپ‌موشن خمیری: شکلی از انیمیشن استاپ‌موشن است، با این تفاوت که موضوعات مورد استفاده از خاک رس ساخته شده‌اند. نمونه‌های آن عبارتند از: فرار مرغی (۲۰۰۰) و انسان‌های نخستین (۲۰۱۸).
- عروسک‌گردانی: از نظر تکنیکی لایو اکشن است، اما روشی متفاوت برای «انیمیشن» کردن یک فیلم است، و عروسک‌ها به‌جای بازیگران واقعی استفاده می‌شوند. معمولاً مجسمه‌ها یا عروسک‌های کوچکی وجود دارند (مشابه استاپ‌موشن)، و در زمان واقعی کنترل و فیلم‌برداری می‌شوند. عروسک‌گردانی را می‌توان مانند CGI در فیلم‌های لایو اکشن به‌عنوان روشی برای دستیابی به جلوه‌های ویژه در نظر گرفت. نمونه‌های آن عبارتند از: بلور تاریک و ماپت‌ها.

#### کمدی
- کمدی اکشن: زیرژانری از کمدی است که بر روی شیطنت‌های فیزیکی طنز، زبان بدن و موقعیت‌های خشم‌آور تأکید دارد. جکی چان نمونه‌ای از بازیگران شناخته‌شده در این ژانر است.
- کمدی برومانتیک: واژه‌ای که کلمات «برادر» و «عاشقانه» را در هم می‌آمیزد، می‌تواند «دوستی غیرجنسی نزدیک بین مردان» تعریف شود. نمونه‌های آن عبارتند از دوستت دارم، مرد (۲۰۰۹) و خیلی بد (۲۰۰۷).[۴۳][۴۴]
- کمدی سیاه
- کمدی-درام
- کمدی ترسناک: برای نمونه می‌توان به بدن جنیفر (۲۰۰۹) و تاکر و دیل در برابر شیطان (۲۰۱۰) اشاره کرد.
  - کمدی زامبی (معروف به زام‌کام یا زومدی): ژانری است که مایه‌های ترسناک زامبی را با کمدی بزن‌بکوب و همچنین کمدی سیاه ترکیب می‌کند. برای نمونه می‌توان به شان می‌میرد (۲۰۰۴) و سرزمین زامبی‌ها (۲۰۰۹) اشاره کرد.
- کمدی دلهره‌آور
- کمدی ایتالیایی
  - کمدی سکسی سبک ایتالیایی
- گراس اوت
- کمدی مافیایی
- مو لی تاو: نوعی طنز بی‌معنی مرتبط با فرهنگ هنگ‌کنگ است. در اواخر قرن ۲۰ رشد کرده‌است. طنز آن از قرار دادن عناصر غافلگیرکننده و نامتجانس و تعامل پیچیده ظرافت‌های فرهنگی ناشی می‌شود. اجزای معمول این طنز عبارتند از تقلیدهای مزخرف، کنار هم قرار دادن تضادها، غافلگیری ناگهانی در گفت‌وگو و کنش و نابه‌هنجاری‌های غیرمحتمل و عمدی.
- مستندنما: داستانی که از سبک مستند برای ارائه وقایع یا نمایش شخصیت‌های تخیلی که عموماً از طنز استفاده می‌کند. در برنامه‌های فیلم و تلویزیون، چه به‌عنوان یک فیلم کامل یا سریال، چه به‌عنوان یک سکانس یا قسمت کوتاه در یک اثر بزرگتر، بسیار رایج است. برای نمونه می‌توان به این اسپینال تپ است (۱۹۸۴) اشاره کرد.
- فیلم نقیضه
  - برنامه‌های اسپوف تاک: برنامه‌هایی که به دنبال تقلید قالب‌های برنامه‌های گفتگو (به ویژه گفتگوی آخر شب) در تلویزیون هستند، که شامل مصاحبه‌هایی است که عمدتاً فیلم‌نامه‌نویسی شده‌اند و به شیوه‌ای طنزآمیز نشان داده می‌شوند، یا درگیر براندازی هنجارهای قالب هستند. نمونه‌ای از آن عبارت است از: کمدی بنگ! بنگ!
- کمدی رمانتیک
  - کمدی تجدید فراش
  - کمدی جنسی
- فیلم هجو: ژانری از ادبیات و هنرهای نمایشی که در آن رذیلت‌ها، حماقت‌ها، سوء استفاده‌ها و کاستی‌ها به تمسخر گرفته می‌شود، و با هدف شرمساری افراد، شرکت‌ها، دولت یا خود جامعه و به منظور بهبود ساخته می‌شود.
- کمدی اسکروبال
- کمدی صامت (با فیلم صامت اشتباه نشود): کمدی صامت سبکی از فیلم است که در دوران فیلم صامت (دهه ۱۹۰۰ تا ۱۹۲۰) ابداع شد.
- کمدی موقعیت: شخصیت‌هایی را نشان می‌دهد که باید با موقعیت‌های عجیب و غریب یا ناراحت‌کننده یا سوء تفاهم‌ها دست و پنجه نرم کنند.
- کمدی طرح: مجموعه‌ای از صحنه‌ها یا فیلم‌های کوتاه و سرگرم‌کننده به نام «طرح» است که بین یک تا ده دقیقه طول می‌کشد و توسط گروهی از بازیگران اجرا می‌شود.
- کمدی بزن‌بکوب: نوعی کمدی با خشونت فیزیکی اغراق‌آمیز و فعالیت‌هایی فراتر از مرزهای عقل سلیم. این کمدی اغراق اغلب در رسانه‌های کودکان و کمدی‌های عامیانه دیده می‌شود. از جمله بازیگران این ژانر می‌توان به چارلی چاپلین و لوسیل بال اشاره کرد.
- طنز سورئال: این ژانر از طنز برای به چالش کشیدن استدلال‌های گاه‌به‌گاه و ابتدایی (حتی ابتدایی‌ترین) موجود در زندگی استفاده می‌کند.

#### دینی
این فیلم‌ها که به‌عنوان فیلم‌های باکتی نیز شناخته می‌شوند، بر اساس زندگی عارفان تاریخی یا افسانه‌ای هستند.

#### درام
در فیلم، تلویزیون و رادیو (نه تئاتر)، درام ژانری از داستان‌های روایی (یا نیمه‌روایی) است که بیش از آن‌که لحن طنزآمیز داشته باشد، جدی است، و تمرکز آن بر شخصیت‌پردازی عمیق و واقع‌گرایانه است که در آن شخصیت‌ها باید با مبارزات عاطفی واقع‌بینانه مقابله کنند. یک درام معمولاً مخالف کمدی در نظر گرفته می‌شود، اما ممکن است گاهی فانتزی نیز در نظر گرفته شود. با توجه به تعریف گسترده این ژانر، زیرژانرهای درام در زیر آمده‌است:
- مستند درام: روایت‌های زندگی واقعی را بازسازی می‌کند. این برنامه‌ها اغلب جنایات یا جنایتکاران را به‌تصویر می‌کشند، اما می‌توانند برای نمایش قهرمان‌ها یا بیان جنبه‌های کمتر بررسی‌شده از یک داستان شناخته‌شده نیز استفاده شوند. این ژانر اغلب به‌دلیل هیجان‌انگیز بودنش، به‌دلیل آسیب به منافع عمومی در داستان‌های خبری مبهم مورد انتقاد قرار می‌گیرد. نمونه‌های آن عبارتند از: کاپیتان فیلیپس (۲۰۱۳)، ۱۲۷ ساعت (۲۰۱۰)، و یونایتد ۹۳ (۲۰۰۶) که وقایع پرواز ۹۳ خطوط هوایی یونایتد را در ۱۱ سپتامبر ۲۰۰۱ از طریق بازسازی شواهد موجود به‌تصویر می‌کشد.
- درام حقوقی: یک ژانر فیلم و تلویزیون است که عموماً به داستان‌های مربوط به قانون و سیستم قضایی توجه می‌کند. نمونه‌های آن عبارتند از: نظم و قانون (ترکیبی از درام حقوقی و پلیسی).
  - فیلم آزمایشی
- درام پزشکی: درگیر در عملکرد داخلی بیمارستان‌ها، کمک پزشکان به بیماران، روابط پزشکان و کارکنان کادر درمان و صنعت پزشکی است. همچنین شامل رویه‌های پزشکی است که از زندگی روزمره متخصصان مراقبت‌های بهداشتی پیروی می‌کند. در بیشتر موارد، تصادفی رخ می‌دهد که نیاز به کمک پزشکان به مصدوم دارد. نمونه‌های آن عبارتند از: احیای مردگان (۱۹۹۹) اشاره کرد. و برنامه‌های تلویزیونی مانند حادثه، بخش فوریت‌های پزشکی، شهر هالبی و دکتر هاوس.
- ملودرام
- درام نظامی
- درام فلسفی: ژانری در فیلم و تلویزیون که تمرکز اصلی آن جرم است و در مورد فلسفه‌های دورانی که در فیلم به‌تصویر کشیده‌شده بحث می‌کند. نمونه‌های آن عبارتند از: کارآگاه حقیقی و شکارچیان ذهن.
- درام روان‌شناختی: بر زوایای مختلف روان‌شناختی تأکید دارد. نمونه‌های آن عبارتند از: مرثیه‌ای بر یک رؤیا، نئون جنسیس اونگلیون، شکار، نمایش ترومن و قدرت سگ.
- درام سیاسی: ژانری از فیلم‌ها و نمایش‌های تلویزیونی که شامل یک مؤلفه سیاسی است، خواه بازتاب عقاید سیاسی سازنده آن باشد، یا توصیف یک سیاستمدار، یا مجموعه‌ای از رویدادهای سیاسی. نمایشنامه‌نویسانی که درام‌های سیاسی نوشته‌اند عبارتند از آرون سورکین، رابرت پن وارن، سرگئی آیزنشتاین، برتولت برشت، ژان پل سارتر، کاریل چرچیل و فدریکو گارسیا لورکا. مجموعه‌های تلویزیونی که می‌توان آن‌ها را به‌عنوان درام سیاسی طبقه‌بندی کرد عبارتند از: بله آقای وزیر، بال غربی، وثیقه، جک و بابی و خانه پوشالی.
- درام نوجوان: بر شخصیت‌های نوجوان تمرکز می‌کند، به‌ویژه محیط مدرسه متوسطه.

#### اساطیر هندو
به فیلم‌هایی بر اساس اساطیر هندو، ادبیات و پوراناها اشاره دارد. تا سال ۱۹۲۳، ۷۰ درصد فیلم‌های هندی متعلق به این ژانر بودند. پس از شروع شکست تعدادی از این‌گونه فیلم‌ها، صنعت فیلم شروع به تجربه ژانرهای دیگری مانند درام‌های تاریخی و اجتماعی کرد؛ فیلم‌های معاصر.

#### تاریخی
زیرژانرها عبارتند از:
- تاریخ جایگزین: ژانری که با بازنویسی وقایع تاریخی با نتایج گمانه‌زنی تعریف می‌شود. برای مثال می‌توان به فیلم‌هایی مانند حرامزاده‌های لعنتی (۲۰۰۹) و مجموعه‌های تلویزیونی مانند ساکن برج بلند اشاره کرد.
- فیلم زندگی‌نامه‌ای: داستانی است که زندگی یک فرد واقعی را شرح می‌دهد، یا بخش بزرگی از زندگی یک سوژه را در بر می‌گیرد یا بر دوره خاصی از زندگی آن شخص تمرکز می‌کند. نمونه‌های آن عبارتند از: ذهن زیبا (۲۰۰۱) و اگه می‌تونی منو بگیر (۲۰۰۲).
- فیلم حماسی: روایت نمایشی از یک رویداد بزرگ تاریخی است، و به نحوی رویداد را بازبینی می‌کند. نمونه‌های آن عبارتند از: بن هور (۱۹۵۹) و تروآ (۲۰۰۴).
- داستان رویداد تاریخی: به داستانی می‌پردازد که تصویری دراماتیزه‌شده از رویدادی را ایجاد می‌کند که در تاریخ وجود دارد. یک نمونه از آن آپولو ۱۳ (۱۹۹۵) است.
- رویداد تاریخی: داستانی تخیلی که در یک دوره زمانی تاریخی اتفاق می‌افتد و معمولاً رویکردی آزادانه‌تر برای نمایش تاریخ به خاطر نمایش و سرگرمی دارد. این زیرژانر ممکن است از رویدادها و افراد واقعی برای ساختن زمینه استفاده کند، اما قرار است آنها به عنوان یک فرض پذیرفته شوند تا این‌که به عنوان یک گزارش تاریخی دقیق عمل کنند. به عنوان مثال می‌توان به تایتانیک (۱۹۹۷) اشاره کرد.
  - درام صحنه و لباس: نوعی نمایش است که بر لباس‌ها و طرح‌های مجلل تکیه دارد.
- درام دوره تاریخی: فیلم یا نمایشی که به‌جای نمایش شخصیت‌ها یا رویدادهای خاص، در یک دوره زمانی اتفاق می‌افتد و آن دوره را به‌تصویر می‌کشد. ممکن است در دوره‌ای مبهم یا کلی مانند قرون وسطی باشد. برای مثال می‌توان به فیلم‌هایی مانند عصر معصومیت (۱۹۹۳) و بری لیندون (۱۹۷۵) و همچنین مجموعه‌های تلویزیونی مانند مد من و روان‌پزشک اشاره کرد.

#### وحشت
ژانری است که در آن آثار با بازی بر روی ترس‌های اولیه مخاطب، به‌دنبال برانگیختن واکنش عاطفی منفی بینندگان هستند. این ژانر شامل آثاری می‌شود که به روایت‌های تاریخی یا روایت‌های تخیلی در یک محیط تاریخی می‌پردازند. زیرژانرهای آن عبارتند از:
- ویدئوی پیداشده: آثاری حاوی فیلم‌هایی که به‌نظر می‌رسد ضبط موجود از وقایع با هدف شبیه‌سازی رویدادهای وحشتناک است. اگرچه می‌توان از آن در هر ژانر دیگری نیز استفاده کرد، اما ویدئوی پیداشده بیشتر در فیلم‌های ترسناک استفاده می‌شود. برای مثال می‌توان به پروژه جادوگر بلر (۱۹۹۹) و وی/اچ/اس (۲۰۱۲) اشاره کرد.
- فیلم ارواح: آثاری که از روح یک موجود مرده برای معرفی عناصر ترسناک استفاده می‌کنند. برای مثال می‌توان به ترس‌آفرینان (۱۹۹۶) و دیگران (۲۰۰۱) اشاره کرد.
- فیلم هیولایی: داستانی در مورد یک موجود تغییرشکل‌یافته یا فراطبیعی، یا مجموعه‌ای از موجودات که مردم را به وحشت می‌اندازند. تنها نیاز واقعی این ژانر این است که هماورد یک هیولا باشد. برای مثال می‌توان به مومیایی (۱۹۳۲) و کدو تنبل (۱۹۸۸) اشاره کرد.
  - کایجو: فیلم‌هایی با هیولاهای غول پیکر، که به اندازه‌ای بزرگ هستند که می‌توانند ساختمان‌ها را تخریب کنند. برخی از این داستان‌ها دو هیولای غول پیکر را در حال مبارزه با یکدیگر به‌تصویر می‌کشند. برای مثال می‌توان به فیلم‌های گودزیلا در برابر کونگ و کلاورفیلد (۲۰۰۸) اشاره کرد.
  - فیلم خون‌آشامی: داستان‌هایی که در آن یک خون‌آشام هماورد اصلی است. برای مثال می‌توان به مصاحبه با خون‌آشام (۱۹۹۴) و تاریکی نزدیک (۱۹۸۷) اشاره کرد.
  - فیلم‌های گرگ‌نما: داستان‌هایی که در آن یک گرگینه یا گرگ‌نما هماورد اصلی است. برای مثال می‌توان به گرگ‌نمای آمریکایی در لندن (۱۹۸۱) و مرد گرگ‌نما (۱۹۴۱) اشاره کرد.
- ترسناک روان‌شناختی: برای مثال می‌توان به بابادوک (۲۰۱۴)، سکوت بره‌ها (۱۹۹۱) و درخشش (۱۹۸۰) اشاره کرد.
- ترسناک عامیانه: ترسناک با مضمون فولکلور، اغلب شامل مکان‌های دروافتاده روستایی، جادوگری و فرقه‌ها می‌شود. برای مثال می‌توان به مرد حصیری (۱۹۷۳) و میدسامر (۲۰۱۹) اشاره کرد.
- ترسناک شیطانی: شیطان و دیگر مضامین شریر مرتبط را به تصویر می‌کشد. برای مثال می‌توان به جن‌گیر (۱۹۷۳) و طالع نحس (۱۹۷۶) اشاره کرد.
- فیلم اسلشر: یک ژانر ترسناک که یک قاتل زنجیره‌ای یا یک روان‌پریش دیگر را به‌عنوان یک هماورد به نمایش می‌گذارد که به‌طور متداول تعدادی از قهرمانان داستان را پشت سر هم می‌کشد. تعلیق دراماتیک با غافل شدن قربانیان از قاتل تشدید می‌شود. قربانیان معمولاً در محیط‌های ایزوله هستند و اغلب قبل از حملات درگیر فعالیت جنسی هستند. قاتل قربانیان خود را با حمله مخفیانه می‌کشد و سپس آن‌ها را با یک شی تیز مانند چاقوی آشپزخانه قطعه‌قطعه می‌کند. نقش‌های جنسیتی در فیلم‌های اسلشر در نظریه فمینیستی سینما، که به بررسی «دختر پایانی» پرداخته‌است، توجه ویژه‌ای دارد. نمونه‌هایی از این ژانر فیلم‌های هالووین و کشتار با اره برقی در تگزاس هستند.
- فیلم اسپلتر: با تمرکز بر آسیب‌پذیری بدن انسان، عناصری ترسناک را نمایش می‌دهد، که اغلب شامل شکنجه می‌شود. برای مثال می‌توان به روز مردگان (۱۹۸۵) اشاره کرد.
- فیلم زامبی: گروهی از شخصیت‌ها که تلاش می‌کنند در دنیایی که توسط زامبیها تسخیر شده‌است، زنده بمانند. دلیل وجود زامبی‌ها می‌تواند از یک بیماری عفونی یا داروهای آزمایشی که اشتباه انجام شده‌است باشد. برای مثال می‌توان به فیلم ۲۸ روز بعد (۲۰۰۲) و سریال مردگان متحرک اشاره کرد.
- ترسناک هنری
- ترسناک بدنی: شامل دگرگونی یا تخریب بدن انسان. برای مثال می‌توان به مگس (۱۹۸۶) و هزارپای انسانی (۲۰۰۹) اشاره کرد.
- فیلم آدمخواری
- کمدی ترسناک: تلفیقی از مشخصات و عناصر ترسناک با ژانر کمدی است. تمرکز اولیه به‌جای برانگیختن ترس روی شوخ‌طبعی است. برای مثال می‌توان به شان می‌میرد (۲۰۰۴) و سرزمین زامبی‌ها (۲۰۰۹) اشاره کرد.
- ترسناک طبیعت: برخی از فیلم‌های ترسناک طبیعی و فیلم‌های دیگری در این ژانر هستند که در طرح‌های داستانی آن‌ها به مسائل زیست‌محیطی اشاره می‌شود. همچنین شامل مستندهایی است که به پیامدهای مخرب زیست‌محیطی فعالیت‌های انسانی می‌پردازد. از نمونه‌های آن می‌توان به رویدادنامه هلستروم (۱۹۷۱)[۵۱][۵۲] و یک حقیقت ناراحت‌کننده (۲۰۰۶)[۵۳] اشاره کرد.
- فانتزی فرانسوی
- ترسناک هالیدی
- درام ترسناک
- ترسناک لاوکرافت
- مامبلگور
- ترسناک طبیعی
- ترسناک مذهبی
- ترسناک علمی تخیلی

زیرژانرهای ترسناک که از کشورهای خاصی نشأت می‌گیرند عبارتند از:
- فیلم ترسناک چینی
- ترسناک زیرزمینی آلمانی
- جالو
- ترسناک ژاپنی
- ترسناک کره‌ای
- ترسناک فرانسه

#### ترسناک علمی تخیلی
زیر ژانرها عبارتند از:
- سایبرپانک: این زیرژانر با ترکیبی از یک جامعه ناامید بیش از حد اشباع شده از جنایتی که در دنیایی با فناوری پیشرفته رخ می‌دهد که شامل موجودات سایبرنتیک، واقعیت مجازی و هوش مصنوعی است، تعریف می‌شود. برای مثال می‌توان به فیلم‌هایی مانند بلید رانر (۱۹۸۲) و الیسیوم (۲۰۱۳) و همچنین سریال کربن تغییریافته اشاره کرد.
- دیزل‌پانک: از سایبرپانک مشتق شده‌است. به داستان‌هایی الهام‌گرفته از داستان‌های زرد اواسط قرن، بر اساس زیبایی‌شناسی دوره بین بلوم تا جنگ جهانی دوم (حدود ۱۹۲۰–۱۹۴۵) اشاره دارد. دیزل‌پانک که ظاهراً شبیه به استیم‌پانک در موضوعات تاریخ است، مشخصاً با افزایش قدرت نفتی و درک تکنوکراتیک، ترکیب عناصر نئو نوآر و به اشتراک گذاشتن تم‌ها با سایبرپانک از استیم‌پانک متمایز می‌شود. قسمت‌هایی از فیلم قدیمی آینده‌نگر کاپیتان اسکای و دنیای فردا تا بازی ویدیویی بازگشت به قلعه ولفنشتاین (۲۰۰۱) به‌عنوان آثار اصلی داستانی دیزل‌پانک پیشنهاد شده‌اند.
- فیلم دیستوپیایی (ویران‌شهری): داستانی که جهان یا جامعه‌ای را به‌تصویر می‌کشد که در تضاد با دنیای بت‌وار عمل می‌کند. غالباً یک حکومت یا مذهب متمرکز و سرکوبگر وجود دارد که ارزش شهروندان را در سطحی غیرانسانی می‌داند. برای مثال می‌توان به فرزندان انسان (۲۰۰۶) و توازن (۲۰۰۲) اشاره کرد.
- نظامی علمی تخیلی: داستانی که با تمرکز دقیق بر درگیری نظامی در یک محیط گمانه‌زنی یا آینده تعریف می‌شود. برخلاف فیلم‌هایی که صرفاً شامل جنگ فضایی می‌شوند، یک داستان علمی تخیلی نظامی محدود به مضامین و رویدادهایی است که مستقیماً به خدمت سربازی و نبرد مرتبط است. برای مثال می‌توان به جنگاوران اخترناو (۱۹۹۷) و ورود (۲۰۱۶) اشاره کرد.
- آخرالزمانی و پسا-آخرالزمانی: داستان‌هایی مبتنی بر اتفاقات، تأثیرات و مبارزه‌ای که توسط یک رویداد آخرالزمانی ایجاد شده‌است. نمونه آن عبارت است از: ۱۲ میمون (۱۹۹۵).
- اپرای فضایی: با ترکیبی از جنگ فضایی، سفر، ماجراجویی و عاشقانه تعریف می‌شود. برای مثال می‌توان به فیلم عنصر پنجم (۱۹۹۷) اشاره کرد.
  - وسترن علمی تخیلی: داستان‌هایی که در آن عناصر علمی تخیلی در فضایی وسترن معرفی می‌شوند. این ژانر مکمل «غرب فضایی» است که عناصر غربی را به فضای بیرون منتقل می‌کند. یکی از نمونه‌های وسترن علمی تخیلی کابوی‌ها و بیگانگان (۲۰۱۱) است.
  - عاشقانه‌های سیاره‌ای: بخش عمده‌ای از آن شامل ماجراجویی در یک یا چند سیاره بیگانه عجیب و غریب است که با زمینه‌های فیزیکی و فرهنگی متمایز مشخص می‌شود. برخی از عاشقانه‌های سیاره‌ای در پس‌زمینه فرهنگ آینده اتفاق می‌افتد که در آن سفر بین دنیاها با سفینه فضایی امری عادی است. اولین نمونه‌های این ژانر از قالیچه پرنده، فرافکنی اثیری یا سایر روش‌های حرکت بین سیارات استفاده می‌کنند.
  - وسترن فضایی: مضامین ژانر وسترن را به پس‌زمینه‌ای از مرزهای فضایی آینده‌نگر منتقل می‌کند. این مکمل ژانر «وسترن علمی تخیلی» است که مضامین علمی تخیلی را به یک محیط وسترن آمریکایی منتقل می‌کند. یکی از نمونه‌های این ژانر سریال فایرفلای است.
- استیم‌پانک: این زیرژانر از فناوری ایجادشده در قرن نوزدهم و انقلاب صنعتی الهام گرفته شده‌است و ممکن است در آینده‌ای گمانه‌زن، جهانی جایگزین، یا تجدیدنظر در دهه ۱۸۰۰ باشد. برای مثال می‌توان به فیلم‌هایی مانند قلعه متحرک هاول (۲۰۰۴) و موتورهای مرگبار (۲۰۱۸) و نمایش غرب وحشی وحشی اشاره کرد.
- فیلم تک نوآر: فناوری را منبع اصلی مبارزه و سقوط جزئی بشریت تعریف شده‌است. این ترکیبی از دیگر آثار تخیلی است که ترکیبی از ژانرهای فیلم نوآر و علمی تخیلی یا سایبرپانک است. یک شکل از نئو نوآر است که بیشتر روی موضوعات علمی تخیلی تمرکز دارد. سری فیلم‌های نابودگر نمونه‌ای از آن هستند.
- فیلم آرمان‌شهری: این ژانر با دنیایی ایده‌آل تعریف می‌شود، و با مضامینی مانند صلح، هارمونی، و جهانی بدون گرسنگی یا بی‌خانمانی. نمونه‌های آن عبارتند از: گاتاکا (۱۹۹۷) و سرزمین فردا (۲۰۱۵).
- کمدی علمی تخیلی
- فانتزی فرانسوی
- فانتزی علمی
- علمی تخیلی گوتیک
- ترسناک علمی تخیلی
- علمی تخیلی موج نو
- جهان موازی
- توکوساتسو

#### وسترن
این ژانر در غرب آمریکا جریان دارد و روح، مبارزه و نابودی مرزهای جدید را تجسم می‌بخشد.
زیر ژانرها عبارتند از:
- وسترن حماسی: داستانی که بسیاری از عناصر ژانر وسترن در مقیاس بزرگ نمایش می‌دهد.
- امپراتوری وسترن: داستانی که یک قهرمان یا گروهی از قهرمانان داستان را دنبال می‌کند که یک تجارتی بزرگ را بر اساس منابع طبیعی و زمین ایجاد کرده‌اند. همچنین می‌تواند ایجاد راه‌آهن یا شهرک‌سازی در مقیاس بزرگ را نشان دهد.
- مارشال وسترن: داستانی که یک قانونگذار را دنبال می‌کند. او تلاش می‌کند یک جنایتکار یا گروهی از گانگسترها را ردیابی، دستگیر و مجازات کند.
- وسترن فراقانونی: داستانی که یک جنایتکار یا گروهی از جنایتکاران را به نمایش می‌گذارد.
- وسترن انتقامی: وسترنی که در آن قهرمان به دنبال انتقام است.
- ضد وسترن
- وسترن علمی تخیلی: داستان‌هایی که در آن عناصر علمی تخیلی در فضایی غربی نشان داده می‌شوند.
- وسترن فضایی
- وسترن اسپاگتی

### بدون طرح

#### بر اساس قالب و مخاطب
- آماتور: هنر سرگرمی کم‌هزینه فیلم که برای اشتیاق و لذت انجام می‌شود و نه برای اهداف تجاری. یک نمونه تاریخی قابل «فیلم زاپرودر» (۱۹۶۳) است.
- سریال کودک: مخاطب آن کودک و خانواده است.
- مستند: یک فیلم بلند یا نزدیک به بلند که یک رویداد یا شخص واقعی را به تصویر می‌کشد که به سبک ژورنالیستی روایت می‌شود. (اگر به سبک داستانی ادبی گفته شود، نتیجه اغلب یک مستند درام است) مثال‌ها: رویاهای حلقه و خط آبی باریک (۱۹۸۸).
- آموزشی: به بچه‌ها کمک می‍کند تا اصول اولیه دروس مدرسه را بیاموزند.
- برنامه تلویزیونی: برنامه‌های تلویزیونی غیر داستانی که رویدادها و افراد واقعی را مستند می‌کند. این نوع برنامه‌ها به‌عنوان مستند، مستند تلویزیونی، مستند رصدی، مگس روی دیوار، مستند درام نیز توصیف می‌شوند. این ژانر از سال‌های اولیه راه‌اندازی تلویزیون به اشکال مختلف وجود داشته‌است، اما اصطلاح برنامه تلویزیونی معمولاً برنامه‌هایی را توصیف می‌کند که از دهه ۱۹۹۰ تولید می‌شوند.
  - مستند تلویزیونی: ژانری از برنامه‌های تلویزیونی که به پخش مستند می‌پردازد.
- برنامه تلویزیونی تبلیغاتی و تلویزیون پاسخ مستقیم (DRTV): تبلیغات تلویزیونی هستند که معمولاً شامل ارائه شماره تلفن یا وب‌سایت می‌شوند.[۵۴][۵۵] مدت زمان تبلیغات تلویزیونی با فرم بلند معمولاً بین ۲۸:۳۰ تا ۵۸:۳۰ است[۵۶][۵۷][۵۸] و تبلیغات تبلیغاتی کوتاه معمولاً ۳۰ تا ۱۲۰ ثانیه طول می‌کشد.
- آموزشی: استفاده از برنامه‌های تلویزیونی برای آموزش از راه دور است. برنامه‌های آموزشی تلویزیونی در این ژانر ممکن است کمتر از نیم ساعت (معمولاً ۱۵ دقیقه) طول بکشد. این برنامه‌ها اغلب با تدریس معلمان همراه است که مطالبی برای کمک به آموزش دروس است.
- فیلم واقع‌نما و تلویزیون واقع‌نما: اثری ظاهراً بدون فیلم‌نامه (اگرچه شواهد نشان می‌دهد که در برخی از آن‌ها فیلم‌نامه نوشته می‌شود) که شامل غیربازیگرانی است که با یکدیگر تعامل دارند یا با چالش‌هایی ساختگی سر و کار دارند، مانند رقابت با دیگران برای دریافت جایزه. شبکه تلویزیونی ام تی وی (MTV) یکی از پیشگامان در عرصهٔ سریال‌های واقع‌نما بوده و هست. از جملهٔ فیلم‌های این ژانر می‌توان به فرنچایز کله‌خر اشاره کرد.[۵۹][۶۰]
  - برنامه تلویزیونی دادگاه: برنامه دادگاه یک زیرژانر برنامه‌های تلویزیونی از درام‌های قانونی یا برنامه‌های حقوقی واقع‌نما است. دادگاه محتوای جلسات دادرسی حقوقی بین شاکیان و متهمانی که توسط یک قاضی برگزار می‌شود را نشان می‌دهد.
  - درامالیته: ترکیبی از درام تلویزیونی و ژانرهای تلویزیونی واقع‌نما است.[۶۱][۶۲][۶۳]
- تاک شو: یک برنامه تلویزیونی که در آن یک نفر (یا گروهی از افراد) در مورد موضوعات مختلفی که توسط مجری برنامه مطرح می‌شود بحث می‌کنند. مهمانان این برنامه‌های گفتگومحور معمولاً شامل گروهی از افرادی هستند که در مورد هر موضوعی که برای آن قسمت از برنامه طراحی شده‌است، دانش‌آموخته یا باتجربه هستند.
  - برنامه صبحگاهی: برنامه‌های صبحگاهی که معمولاً به خلاصه‌های خبری، پوشش سیاسی، داستان‌های بلند، مصاحبه با افراد مشهور و اجرای موسیقی می‌پردازد.
    - برنامه صبح تعطیل: به‌طور کلی بر اخبار سیاسی و مصاحبه با شخصیت‌های سیاسی منتخب و نامزدهای پست، مفسران و روزنامه‌نگاران تمرکز می‌کنند.

  - برنامه تلویزیونی روزانه: مجموعه‌ای از برنامه‌های تلویزیونی که در ساعات پایانی صبح و بعد از ظهر در روزهای هفته اجرا می‌شوند. برای مثال می‌توان به شوی الن دی‌جنرس اشاره کرد.
    - برنامه تلویزیونی سبک زندگی: برنامه‌هایی که عموماً میزبان پزشکان، درمان‌گران یا مشاوران هستند، و برای مشکلات پزشکی یا روان‌شناختی توصیه‌هایی ارائه می‌دهند. یکی از نمونه‌های آن شوی دکتر آز است.[۶۴]

  - برنامه تاک شو تابلوید: زیرشاخه‌ای از ژانر تاک شو است که در آن مجری از یک مهمان (اعم از افراد عادی، افراد مشهور، مفسران سیاسی و غیره) یا گروهی از مهمانان دعوت می‌کند تا در مورد موضوعات تحریک‌آمیز از جمله مسائل خصوصی بحث کنند. با موضوعاتی از خیانت زناشویی گرفته تا موضوعات عجیب و غریب‌تر، مهمانان تشویق می‌شوند تا اعترافاتی عمومی کنند و حتی مشکلات خود را از طریق «گروه‌درمانی» جلوی دوربین حل کنند.[۶۵] این برنامه‌ها معمولاً در طول روز پخش می‌شوند.
  - نمایش‌های پانل-بحث: برنامه‌های شبانه (یا اواخر شب) که شامل گروهی از افراد (اغلب افراد مشهور، کمدین‌ها، سیاستمداران، کارشناسان یا سایر شخصیت‌های عمومی) و یک مجری است که برای بحث در مورد موضوعی در مقابل مخاطبان جمع می‌شوند. معمولاً به اخبار، سیاست یا فرهنگ عامه می‌پردازند. برای مثال می‌توان به پخش زنده با بیل مار و زنان رها اشاره کرد.[۶۶]
    - نمایش‌های پانل: برنامه‌هایی که در آن گروهی از افراد مشهور در بازی‌های مسابقه‌ای شرکت می‌کنند که ساختاری بر پایه بحث و شوخی‌های طنز دارد، و بیشتر با هدف سرگرم کردن مخاطب اجرا می‌شوند.

  - برنامه‌های گفتگوی آخر شب: برنامه‌های گفت‌وگو که در اواخر شب پخش می‌شوند و بیشتر روی کمدی‌های موضوعی و سرگرمی‌ها تمرکز می‌کنند. با مونولوگ مجری، با جوک‌های مربوط به رویدادهای جاری همراه است. بخش‌های دیگر آن مصاحبه با مهمانان مشهور، طنزهای تکراری، و همچنین اجرای نوازندگان یا استندآپ است.
  - افتر شو: گفتگویی است در مورد برنامه‌ای که پیش از آن در همان شبکه پخش شده‌است. مهمانان این برنامه‌ها اغلب بازیگران و طرفداران برنامه هستند. مثال: تاکینگ دد.
- ورایتی شو: از انواع سرگرمی‌ها به‌ویژه اجراهای موسیقی و طنز تشکیل می‌شود و معمولاً توسط یک مجری اداره می‌شود. سرگرمی‌های دیگر برنامه عبارتند از: شعبده‌بازی، نمایش حیوانات و حرکات آکروباتیک.
- برنامه ویژه تلویزیونی

#### بر اساس موضوع
- فیلم کنسرتی
- برنامه آشپزی: یک برنامه تلویزیونی که دستور پخت غذا را در یک استودیوی تلویزیونی نمایش می‌دهد. در طول برنامه، مجری که معمولاً یک سرآشپز مشهور است، یک یا چند غذا را آماده می‌کند. سرآشپز به تماشاگران آماده‌سازی و مراحل پخت غذا نشان می‌دهد.
- مسابقه تلویزیونی: به‌تصویر کشیدن یک رقابت واقعی است؛ معمولاً یک مسابقه با چیزهای بی‌اهمیت، چالش فیزیکی و با جوایز یا پول نقد همراه است. اغلب شرکت‌کنندگان افراد عادی هستند. یک نمونه از این برنامه‌ها چرخ شانس است. بازیکنان ممکن است شامل افراد مشهوری باشند.
- برنامه تلویزیونی موسیقی: بینندگان از تلویزیون به موسیقی گوش می‌دهند و معمولاً یک موزیک ویدیوی تصویری نشان می‌دهند. جدا از اجزای دیداری بیشتر شبیه به یک ایستگاه رادیویی است.
- برنامه خبری: پخش اخبار تلویزیونی که رویدادهای روز را به‌تصویر می‌کشد.
  - خبر فوری
  - برنامه تحلیلی: روزنامه‌نگاری رادیو و تلویزیونی که در آن تأکید بر تجزیه و تحلیل دقیق و بحث دربارهٔ یک خبر است.
  - مناظره تلویزیونی
  - اخبار سرگرمی: شکلی از روزنامه‌نگاری سرگرمی با تمرکز بر اخبار مربوط به صنعت سرگرمی، از جمله دنیای فیلم، تلویزیون و موسیقی است.
  - اطلاعات سرگرمی
    - تلویزیون تابلوید: شکلی از روزنامه‌نگاری تابلوید است‌که در آن برنامه‌های خبری دارای گرافیک‌های پر زرق‌وبرق و داستان‌های پرشور است. بیشتر تأکید زیادی بر اخبار جنایت، داستان‌هایی با دوربین مخاطب فیلم‌برداری شده و اخبار افراد مشهور دارد.

  - برنامه گزارش ترافیک
  - برنامه پیش‌بینی وضع هوا
- تفسیر سیاسی
  - برنامه عمومی: به برنامه‌های رادیویی یا تلویزیونی اشاره دارد که بر سیاست عمومی تمرکز دارند. برنامه‌های عمومی تلویزیونی معمولاً در زمان‌هایی پخش می‌شوند که تعداد کمی از شنوندگان یا بینندگان در حال دیدن یا شنیدن خبرها هستند.
- برنامه مذهبی: توسط سازمان‌های مذهبی با پیام‌های مذهبی تولید می‌شود.
- استندآپ کمدی: سبکی که در آن یک کمدین در مقابل تماشاچیان به‌صورت زنده اجرا می‌کند و مستقیماً با آن‌ها صحبت می‌کند. مجری به‌عنوان یک کمدین یا استندآپ کمدین شناخته می‌شود. در استندآپ کمدی، کمدین معمولاً دنباله‌ای از داستان‌های طنز، جوک‌های کوتاه و تک‌خط‌هایی را که معمولاً مونولوگ هستند را بازگو می‌کند.
- برنامه ورزشی: پوشش ورزش در یک برنامه تلویزیونی، رادیو و سایر رسانه‌های پخش است. معمولاً شامل یک یا چند مفسر ورزشی می‌شود که رویدادها را هنگام وقوع توصیف می‌کنند.

### سایر موضوعات مرتبط با تلویزیون
- کانال‌های تخصصی: کانال‌های تلویزیونی غیرتجاری یا تجاری هستند که بر یک ژانر، موضوع یا بازار هدف تلویزیونی در یک جمعیت خاص تمرکز دارند. تعداد کانال‌های تخصصی در طول دهه‌های ۱۹۹۰ و ۲۰۰۰ افزایش یافته‌است. برخی کشورها فقط چند ایستگاه تلویزیونی (ملی) دارند و به همه گروه‌ها می‌پردازند، در حالی‌که این نوع از خدمات منسوخ شده‌است. امروزه حدود ۶۵ درصد از شبکه‌های ماهواره‌ای، شبکه‌های تخصصی هستند.

## ژانرهای بازی ویدیویی
ژانرها در بازی‌های ویدیویی تا حدودی متفاوت از سایر اشکال رسانه‌ها فرمول‌بندی می‌شوند. بر خلاف فیلم یا تلویزیون، که معمولاً با عناصر دیداری یا روایی متمایز می‌شوند، بازی‌های ویدیویی به‌طور کلی بر اساس تعامل گیم‌پلی در ژانرها دسته‌بندی می‌شوند، زیرا این نکته کیفیت اصلی در یک بازی ویدیویی است که تجربه می‌شود. به عبارت دیگر، مستقل از محیط است و برخلاف آثار داستانی است که از طریق رسانه‌هایی مانند فیلم یا تلویزیون بیان می‌شوند. برای مثال یک بازی تیراندازی صرف نظر از این که کجا و چه زمانی انجام می‌شود یک بازی است.
بیشتر ژانرها از همه انواع رسانه‌های دیگر را می‌توان برای بازی‌های ویدیویی اعمال کرد، اما نسبت به انواع ژانرهای شرح داده شده در زیر، که منحصر به بازی‌های ویدیویی هستند، فرعی هستند.

### اکشن و ماجراجویی

#### اکشن
بازی‌های اکشن آن‌هایی هستند که با چالش‌های فیزیکی از جمله هماهنگی دست و چشم و کرونومتری ذهنی تعریف می‌شوند.
- بیت ام آپ
  - هک اند اسلش
- بازی مبارزه‌ای: بازی‌هایی که در آن دو یا چند شخصیت با هم مبارزه می‌کنند و هر شخصیت معمولاً حرکات منحصربه‌فرد خود را دارد. بیشتر هدف این است که آخرین بازمانده در بازی باشید. مورتال کامبت و مبارز خیابانی محبوبیت‌ترین بازی مبارزه‌ای شناخته می‌شوند.
- سکوبازی: بازی‌هایی که هدف اصلی آن‌ها حرکت (از جمله پرش و صعود) شخصیت قابل بازی بین نقاط در یک محیط مدل‌شده و گذر از موانع است. این بازی‌ها دارای زمین‌های ناهموار، محیط‌های عمودی و شخصیت‌هایی هستند که می‌توانند چندین برابر قد خود بپرند. برخی از شناخته‌شده‌ترین نمونه‌های این سبک سوپر ماریو و سونیک خارپشت هستند.
  - مترویدوانیا
  - سکوی ران اند گان
- بازی تیراندازی: هدف اصلی مبارزه با اسلحه است.
  - تیراندازی اول شخص: گونه‌ای از بازی تیراندازی است. در این بازی دوربین در چشمان شخصیت قرار دارد، به‌طوری که در حال انجام بازی از دید شخصیت می‌توان بازی را تماشا کرد و به لوله تفنگ به سمت پایین است.
    - تیراندازی اول شخص آنلاین چند نفره: یک ژانر بازی آنلاین که در دنیایی پایا با تعداد زیادی بازیکن انجام می‌شود که هم‌زمان به‌صورت تیراندازی اول شخص اتفاق می‌افتد. این بازی‌ها نبردهایی در مقیاس بزرگ و گاهی تیمی هستند.

  - تیرانداز قهرمان
  - تیرانداز تفنگ سبک
  - شوت ام آپ
    - ران اند گان

  - تیراندازی تاکتیکی: نسبت به سایر تیراندازان واقع‌گرایی بالاتری دارند و سعی می‌کنند احساس حضور در نبرد را شبیه‌سازی کنند. مانند بازی آرما.
  - تیراندازی سوم شخص: یک بازی تیراندازی که در آن هنگام بازی زاویه دوربین در پشت شخصیت قابل بازی قرار دارد.
- بازی مخفی‌کاری: بازیکن باید مانند سری بازی‌های متال گیر از یک محیط عبور کند یا یک هدف را بدون دیده شدن کامل کند.
- بازی بقا
  - بازی بتل رویال: بازی‌هایی که شامل گیم‌پلی آخرین بازمانده است.

#### ماجراجویی و اکشن ماجراجویی
- شبیه‌سازی اتومبیل‌دزدی بزرگ: در این نوع بازی‌ها بازیکنان ممکن است هنگام بازی وسایل نقلیه و سلاح‌های مختلفی را بیابند و از آن‌ها استفاده کنند.
- داستان تعاملی
  - بازی فیلم تعاملی: یک بازی ویدیویی است که ویژگی‌های یک فیلم سینمایی را دارد. در صنعت بازی‌های ویدیویی، این اصطلاح به یک بازی سینمایی اشاره دارد، یک بازی ویدیویی که گیم‌پلی خود را به شیوه‌ای سینمایی و فیلم‌نامه‌ای، اغلب از طریق استفاده از ویدیوی تمام‌موشن از فیلم‌های انیمیشن یا لایو اکشن ارائه می‌کند.
  - رمان تصویری
- مترویدوانیا: یک ژانر از بازی‌های ویدئویی اکشن ماجراجویی است که بر کاوش و پیشرفت غیرخطی هدایت‌شده و ابزارهای کاربردی متمرکز شده است. این اصطلاح ترکیبی از نام‌های سری بازی‌های ویدیویی متروید و کسلوانیا است که بازی‌هایی در این ژانر از هر دو سری به عاریت گرفته شده‌اند. نمونه‌های آن عبارتند از: متروید (۱۹۸۶) و افسانه زلدا (۱۹۸۶)
  - ماجراجویی ایزومتریک: پلتفرمرهای ایزومتریک یک محیط سه‌بعدی را با استفاده از گرافیک دوبعدی در طرح‌ریزی ایزومتریک ارائه می‌دهند. استفاده از گرافیک ایزومتریک توسط بازی تیراندازی ایزومتریک شرکت سگا، زنون (۱۹۸۱) رایج شد.[۷۲]
- ماجراجویی روایی: بازی‌هایی که امکان روایت‌های منشعب را فراهم می‌کنند، با انتخاب‌هایی که توسط بازیکن انجام می‌شود و روی رویدادها در طول بازی تأثیر می‌گذارد.
  - شبیه‌سازی راه رفتن: بازی‌های روایی که از هر نوع گیم‌پلی خارج از حرکت و تعامل محیطی اجتناب می‌کنند و به بازیکنان اجازه می‌دهد داستان خود را از طریق اکتشاف و جستجو تجربه کنند. نمونه‌های آن عبارتند از: گان هوم، استر عزیز، فایرواچ و استنلی پربل.[۷۳][۷۴]
- ماجراجویی پوینت اند کلیک
  - اتاق فرار
- ماجراجویی پازل
- ترس و بقا: بازیکن در موقعیت هولناکی قرار می‌گیرد که باید از آن فرار کند. تأکید اصلی بازی‌های ترسناک بقا بر تنش و یک سناریوی واقعاً وحشتناک است. حل معما یکی از ویژگی‌های اصلی این ژانر است. نمونه‌های آن عبارتند از: سری‌های سایلنت هیل و رزیدنت ایول.

### بازی نقش‌آفرینی
بازی نقش‌آفرینی (به انگلیسی: Role-playing game) بازی‌ای است که در آن بازیکن نقش یک شخصیت خیالی (و بعضاً حقیقی) را به‌عهده گرفته و با آن به انجام بازی می‌پردازد. و عملکرد شخصیت در بازی را بر اساس صفات شخصیتی خود تعیین می‌کند و موفقیت و شکست آن با سیستم و قوانین بازی مرتبط است، و به‌وسیله آن می‌توان قدرت‌ها یا توانایی‌های شخصیت را براساس قوانین بازی افزایش و کاهش داد. در بازی نقش‌آفرینی بازیکن‌ها آزادی عمل در اختیار دارند، تصمیمات و انتخاب‌های آن‌ها مسیر و نتیجه بازی را رقم می‌زند. بارزترین نمونه این ژانر پوکمون و فاینال فانتزی هستند.
- بازی نقش‌آفرینی اکشن
- بازی نقش‌آفرینی گروهی اول شخص: بازی‌های نقش‌آفرینی که در آن بازیکن (اول شخص) گروهی از ماجراجویان را در یک سیاه‌چال یا هزارتو هدایت می‌کند، و معمولاً در یک محیط شبکه‌ای قرار دارند.
- بازی نقش‌آفرینی آنلاین چند نفره گسترده: شبیه به یک بازی نقش‌آفرینی معمولی است، اما چندنفره است که از طریق اینترنت انجام می‌شود. در طول این بازی، هزاران بازیکن از سراسر جهان می‌توانند به‌طور هم‌زمان یک بازی را انجام دهند و با یکدیگر چت کنند. بازیکنان وارد بازی می‌شوند و در حین کاوش در دنیای مجازی، مأموریت‌هایشان را کامل می‌کنند. بسیاری از این بازی‌ها رایگان هستند که محبوب‌ترین آن‌ها ران اسکیپ و محبوب‌ترین بازی غیررایگان دنیای وارکرفت است.
- بازی نقش‌آفرینی جهان باز: هدف بازی تسلط بر یک سیستم مجازی است (اغلب یک سیستم طبیعی شبیه‌سازی‌شده) که در آن لذت از طریق بیان خود (که بر سیستم مجازی تحمیل شده‌است) حاصل می‌شود. نمونه این بازی ماینکرفت است.
- روگ‌لایک
- بازی نقش‌آفرینی تاکتیکی

### شبیه‌سازی
بازی‌های شبیه‌سازی برای شبیه‌سازی دقیق فعالیت‌های دنیای واقعی طراحی شده‌اند.
- شبیه‌سازی ساخت‌وساز و مدیریت: بازیکنان را ملزم به ساخت، توسعه، گسترش یا مدیریت یک جامعه یا پروژه خیالی، مانند یک باغ وحش شبیه‌سازی‌شده می‌کند.
  - بازی شبیه‌سازی کسب و کار
  - بازی شهرسازی: نمونه این ژانر سیم‌سیتی (۱۹۸۹) است.
  - بازی شبیه‌سازی دولت
- بازی شبیه‌سازی خودرو
  - شبیه‌ساز پرواز: یک بازی که در آن شبیه‌سازی هواپیما تا حد امکان واقعی است. شامل جنبه‌های شبیه‌سازی مدل پرواز خاص یک هواپیما (رفتار و ویژگی‌های پرواز)، اویونیک، سیستم‌های مختلف هواپیما، عملکرد (مانند شبیه‌سازی موتور)، آب‌وهوا، نقشه‌ها یا مناظر مختلف، فرودگاه‌ها، مدیریت زمینی و پروازهای جنگی نیز سیستم‌ها و اهداف تسلیحاتی مانند تانک‌ها، کنترل ترافیک هوایی و غیره می‌شود؛ حتی شامل شبیه‌سازی‌های محیط پرواز نیز می‌شود.
    - شبیه‌سازی پرواز آماتور
    - شبیه‌سازی پرواز جنگی
    - شبیه‌سازی پرواز فضایی

  - بازی رانندگی
    - رانندگی کارتونی

  - شبیه‌ساز زیردریایی
  - شبیه‌ساز قطار
  - نبرد وسایل نقلیه
- بازی شبیه‌سازی تیراندازی
  - تیراندازی تاکتیکی: نسبت به سایر تیراندازان واقع گرایی بالاتری دارند و سعی می‌کنند احساس حضور در نبرد را شبیه‌سازی کنند.
- بازی شبیه‌سازی استراتژی: یک بازی استراتژی که بر واقع‌گرایی تأکید دارد، مانند سری بازی‌های جنگ تمام‌عیار که بر زمان و مکان خاصی در تاریخ بشر تمرکز می‌کند، مانند امپراتوری روم.
- شبیه‌سازی پزشکی: بازی‌هایی که در آن بازیکن نقش یک جراح یا سایر حرفه‌های پزشکی را بر عهده می‌گیرد.
- شبیه‌سازی نظامی: بازی‌های جنگی با درجات بالاتری از واقع‌گرایی در مقایسه با سایر بازی‌های جنگی است و در یک محیط فانتزی یا علمی تخیلی انجام می‌شود. تلاش می‌شود تا جنگ واقعی را در سطح تاکتیکی یا استراتژیک شبیه‌سازی کند.[۷۵]
- بازی شبیه‌سازی زندگی: بازی‌هایی که در آن بازیکن یک یا چند شکل مصنوعی از زندگی را کنترل می‌کند. نمونه: سری سیمز.
  - شبیه‌ساز دوست‌یابی
    - بیشجو

  - حیوان خانگی مجازی
  - بازی شبیه‌سازی خدا
    - شبیه‌سازی تکامل: بازی‌هایی که در آن بازیکن موجود یا موجوداتی را تکامل می‌دهد. نمونه: سری هاگ.

  - شبیه‌سازی اجتماعی
- بازی ویدئویی ورزشی: بازی‌هایی که انجام ورزش‌های واقعی را شبیه‌سازی می‌کنند (بازی‌های مسابقه‌ای نیز ممکن است تحت این زیرژانر قرار بگیرند). نمونه: سری فیفا و وی اسپورتس
  - بازی ویدیویی المپیک
  - بازی رانندگی: بازی‌هایی در دید اول شخص یا سوم شخص که در آن بازیکن در یک مسابقه با هر نوع وسیله نقلیه زمینی، هوایی یا دریایی شرکت می‌کند. ممکن است بر اساس لیگ‌های مسابقه‌ای در دنیای واقعی باشد. می‌تواند شبیه‌سازی سختی مانند گرن توریسمو یا ساده‌تری مانند جنون سرعت داشته باشد. بازی‌های رانندگی نیز ممکن است در دسته بازی‌های ورزشی قرار گیرند.
- بازی رومیزی مجازی: ممکن است شبیه‌سازی بازی‌های پین‌بال و بازی‌های کازینویی مانند ماشین‌های اسلات، پاچینکو، رولت، بلک جک، و پوکر باشد.
  - بازی جمع‌آوری کارت دیجیتال
  - بازی گاچا

### استراتژی
بازی ویدئویی استراتژی: یک بازی با محوریت کنترل یا فرماندهی یک گروه بزرگ از شخصیت‌ها، مانند یک ارتش است. گیم‌پلی حول محور واداشتن آن‌ها به انجام وظایف یا ساختن ساختارهایی است تا قدرت را فزایش داد یا تعداد افراد را بیشتر کرد. اغلب بازیکن حریفی دارد که برای پیروزی بر او باید از توانایی‌های خود از راه‌های استراتژیک استفاده کند تا بتواند قلمرو رقیب را تصرف کند یا ساختارهای دشمن را نابود کند.
- ۴اکس
- نبرد خودکار
- میدان جنگ برخط چندنفره
- استراتژی همزمان: همه به‌طور هم‌زمان شروع می‌کنند و برای فکر کردن به استراتژی بهتری نسبت به سایر بازیکنان مسابقه می‌دهند. بیشتر این بازی‌های ویدیویی موضوعی نظامی دارند.
  - تاکتیکی همزمان چند نفره آنلاین: یک بازی استراتژی همزمان است که به‌صورت آنلاین انجام می‌شود. بسیاری از بازیکنان می‌توانند در یک بازی به‌طور همزمان حضور داشته باشند، قلمرو بسازند و با یکدیگر بجنگند.
- تاکتیک هم‌زمان
- استراتژی نوبتی: همه به نوبت بازی می‌کنند. هنگامی که همه واحدها و شخصیت‌های نظامی خود را در مکان مناسب قرار دادند، نمی‌توانند دوباره حرکت کنند تا زمانی که نوبتشان شود. این ساختار در بازی ویدئویی نقش‌آفرینی استفاده می‌شود.
- تاکتیک‌های نوبتی
  - بازی توپخانه‌ای
- دفاع از قلعه: هدف دفاع از قلمروها یا دارایی‌های بازیکن با ممانعت از مهاجمان است، که معمولاً با قرار دادن ساختارهای دفاعی در مسیر یا در طول مسیر حمله آن‌ها به‌دست می‌آید.
- بازی جنگی: بر روی نقشه بر جنگ استراتژیک یا تاکتیکی تأکید کنید. بازی‌های جنگی معمولاً یکی از چهار شکل کهن‌الگویی را دارند، بسته به این‌که بازی نوبتی است یا زمان واقعی و تمرکز بازی بر استراتژی یا تاکتیک‌های نظامی است.
  - وارگیم راهبرد کلان
  - بازی شبیه‌سازی نظامی: بازی‌های جنگی با درجات بالایی از واقع‌گرایی که در مقایسه با سایر بازی‌های جنگی در یک محیط فانتزی یا علمی تخیلی انجام می‌شود. در این نوع بازی‌ها تلاش می‌شود تا جنگ واقعی در سطح تاکتیکی یا استراتژیک شبیه‍سازی شود.[۷۵]

### دیگر ژانرهای بازی ویدیویی
- بازی واقعیت جایگزین
- بازی کلیکی (بازی افزایشی): گیم‌پلی آن‌ها شامل انجام کارهای ساده‌ای مانند کلیک کردن مکرر روی صفحه توسط بازیکن است. کلیک‌ها برای بازیکن پول درون‌بازی به‌دست می‌آورد که می‌تواند برای افزایش نرخ کسب ارز مورد استفاده قرار گیرد.[۷۶]
- بازی موزیک ویدئو: بازی‌هایی که در آن‌ها موسیقی پخش می‌شود (بر خلاف ژانرهای موسیقی در تئاتر و فیلم، که به داستان‌هایی اشاره دارد که شخصیت‌هایی دربارهٔ وقایع داستان می‌خوانند). برای برنده شدن، بازیکن باید با فشار دادن دکمه‌های ترکیبی مناسب، ریتم موسیقی را مطابقت دهد تا برنده شود. نمونه: سری بازی گیتار هیرو.
- بازی ویدئویی معمایی: (پازل) بازیکن باید پازل‌ها را حل کند تا در سطوح مختلف پیشرفت کند.
  - بازی اشیاء پنهان
  - بازی پیچراهه (ماز): ژانری از بازی ویدیویی است که برای اولین بار توسط روزنامه‌نگاران در دهه ۱۹۸۰ برای توصیف هر بازی که در آن کل زمین بازی یک پیچراهه است، استفاده شد. در این بازی‌ها اقدام سریع بازیکن برای فرار از هیولاها، پیشی گرفتن از حریف یا حرکت در پیچ و خم در یک محدودیت زمانی لازم است. نمونه: پک-من.
  - بازی برنامه‌نویسی
  - پیچراهه ماجراجویی
  - سوکوبان
  - بازی ویدئویی تطبیق کاشی: بازیکن قطعات یا کاشی‌ها را دستکاری می‌کند تا با تطبیق یک معیار، آن‌ها را حذف کند. نمونه‌ها: تتریس، بجیولد و کندی کراش ساگا.
- بازی جمعی: بیشتر برای چند بازیکن و مجالس جمعی مناسب است. در بیشتر این بازی‌ها، بازیکن یا بازیکنان در بازی‌های کوچک‌تر یا مینی‌گیم‌ها در بازی اصلی رقابت یا همکاری می‌کنند. این سبک با بازی ماریو پارتی محبوب شد.
- بازی تایپ: شامل وارد کردن صحیح حروف، کلمات یا جملات روی صفحه کلید است. این بازی به‌عنوان یک زیر ژانر از بازی‌های آموزشی طراحی شده بود تا بازیکنان را با استفاده از صفحه کلید آشنا کند و مهارت تایپ را بهبود بخشد.[۷۷]

### دسته‌بندی‌های فنی

#### طراحی‌شده بر اساس پلتفرم و رابط
پلتفرم‌ها ترکیب خاصی از سخت‌افزار و نرم‌افزار مرتبط هستند که از طریق آن‌ها بازی‌های ویدیویی اجرا می‌شوند. به این ترتیب، بازی‌ها گاهی اوقات بر اساس پلتفرم یا رابط طبقه‌بندی می‌شوند، زیرا تفاوت‌های فناوری می‌تواند منجر به ویژگی‌های متمایز گیم‌پلی و زیبایی‌شناختی و غیره شود (بازی‌ها معمولاً برای اجرا در تعداد محدودی از پلتفرم‌ها طراحی می‌شوند).
- بازی صوتی
- بازی آرکید
  - عصر طلایی بازی‌های ویدئویی آرکید
- بازی کنسول
- کنسول بازی دستی
- بازی موبایل
- بازی آنلاین
  - بازی مرورگر
  - بازی ابری
  - بازی شبکه اجتماعی
- بازی رایانه‌ای
- بازی مبتنی بر متن
- بازی ویدیویی مبتنی بر کاشی
- بازی واقعیت مجازی
- بازی ویدئویی پهلو-پیمایش

#### طراحی‌شده بر اساس مکانیک یا ویژگی‌های دیگر
اگرچه برخی از اصطلاحات به‌جای اشاره به یک ژانر خاص، به‌طور کلی مکانیک بازی را توصیف می‌کنند، اما اغلب برای توصیف بازی‌ها به‌گونه‌ای استفاده می‌شوند که گویی در واقع یک ژانر تعیین‌کننده هستند.
- جهان باز و سندباکس: چنین بازی‌هایی شامل سیستم‌های تعاملی هستند که بازیکن را به آزمایش‌ها تشویق می‌کنند. سیمز (۲۰۰۰) نمونه‌ای از بازی‌هایی است که می‌توان آن را هم جهان باز و هم سندباکس در نظر گرفت.
  - جهان باز: برای استفاده از یک دنیای مجازی که بازیکن می‌تواند آزادانه به اهداف خود بپردازد و به آن‌ها نزدیک شود؛ برخلاف دنیایی با گیم پلی خطی و ساختارمندتر. نمونه: الدر اسکورولز ۵: اسکایریم و اتومبیل‌دزدی بزرگ.
    - شبیه‌سازی اتومبیل‌دزدی بزرگ
    - شبیه‌سازی جهان باز: هدف بازی تسلط بر یک سیستم مجازی است (یک سیستم طبیعی شبیه‌سازی‌شده)، که در آن لذت بازی از طریق بیان خود که بر سیستم مجازی تحمیل شده‌است، حاصل می‌شود. نمونه: ماینکرفت.

  - بازی سندباکس: یک بازی ویدیویی با عنصر گیم‌پلی که به بازیکن درجه بالایی از خلاقیت را می‌دهد تا وظایف خود را برای رسیدن به هدف در بازی انجام دهد. ماینکرفت و روبلاکس (۲۰۱۱) از برجسته‌ترین نمونه‌های بازی سندباکس هستند.
    - سند فالینگ
- مرگ دائمی (پرمادث): در بازی‌های رومیزی و بازی‌های ویدیویی است، که در آن شخصیت‌های بازیکنی که تمام سلامت خود را از دست می‌دهند مرده در نظر گرفته می‌شوند و دیگر نمی‌توان از آن‌ها استفاده کرد.
- بازی ویدئویی چندنفره
  - بازی برخط چندنفره گسترده
  - میدان جنگ برخط چندنفره
- تویز تو لایف

#### طراحی‌شده بر اساس هدف
اگرچه بازی‌های ویدیویی معمولاً برای عملکرد سرگرمی توسعه می‌یابند، برخی از بازی‌ها برای اهداف اضافی توسعه یافته‌اند. این شامل:
- بازی تبلیغاتی: بازی تبلیغاتی یا نرم‌افزار بازی که به‌طور خاص برای تبلیغ یک محصول، سازمان یا دیدگاه ساخته شده‌است. نمونه: پپسی‌من.
- بازی هنری: بازی‌هایی که برای تأکید بر هنر طراحی شده‌اند یا با هدف برانگیختن واکنش‌های «غیر مطالعات بازی» در مخاطبان ساخته شده‌اند.
- بازی کژوال: برای سهولت دسترسی، گیم‌پلی ساده و با مجموعه قوانین سریع و عناصر کم طراحی شده‌است. مخاطبان هدف این بازی‌ها عوام است تا گیمرها. مثال: پرندگان خشمگین (۲۰۰۹).
  - بازی هایپرکژوال
  - شیء پنهان
- بازی ویدئویی مسیحی: بازی‌هایی که برای گسترش مسیحیت و همچنین برای ارائه یک مجموعه بازی مشترک به گیمرهای مسیحی ایجاد شده‌اند.
- بازی ویدئویی آموزشی: بازی‌هایی که برای اهداف آموزشی در خانه یا مدرسه ساخته شده‌اند.
- ورزش‌های الکترونیک: یک بازی چندنفره که معمولاً به صورت رقابتی در سطح حرفه‌ای انجام می‌شود.
- بازی ورزشی: بازی‌هایی که برای ارائه ورزش و با یک دستگاه ورودی ورزش کمکی طراحی شده‌اند.
- بازی جدی

## ژانرهای موسیقی
ژانرهای موسیقی برای توصیف قطعه‌هایی از موسیقی که متعلق به رسوم مشترک هستند یا دسته‌ای از قراردادها است، به‌کار می‌روند. اگرچه این اصطلاحات گاهی در شیوه رایج با فرم موسیقی یا سبک موسیقی به‌کار می‌روند، اما باید این دو واژه را متمایز شمرد.

### موسیقی عامه‌پسند (پاپ)
موسیقی عامه‌پسند: هر سبک موسیقایی که در دسترس عموم باشد و توسط رسانه‌های جمعی منتشر شود.
- بلوز: سبکی تقریباً غم‌انگیز و آرام که نام آن به ناراحتی اجراکننده اشاره دارد. در اوایل قرن بیستم در کنار جاز رایج شده و بر توسعه موسیقی راک تأثیر گذاشتند. بلوز یکی از ارکان آر اند بی (به انگلیسی: R'n'B یا R&B) است.

موسیقی کانتری: موسیقی محبوب آمریکایی که در دهه ۱۹۲۰ در مناطق روستایی جنوب ایالات متحده پدیدار شد. این موسیقی ریشه در موسیقی محلی جنوب شرقی آمریکا و موسیقی غربی دارد. اسلوب‌های بلوز در طول تاریخ ثبت‌شده این نوع از موسیقی استفاده شده‌است.‌‌ موسیقی کانتری اغلب از تصنیف‌ها و آهنگ‌های رقص با فرم‌ها و هارمونی‌های ساده، همراه با سازهای زهی مانند بانجو، گیتار الکتریک و آکوستیک، کمانچه و سازدهنی تشکیل شده‌است. اصطلاح موسیقی کانتری در دهه ۱۹۴۰ محبوبیت پیدا کرد و نسبت به اصطلاح قبلی موسیقی هیلبیلی ترجیح داده شد. در اواسط قرن بیستم، موسیقی غربی را که به موازات موسیقی هیلبیلی از ریشه‌های مشابه تکامل یافته بود، در بر گرفت. اصطلاح موسیقی کانتری امروزه برای توصیف بسیاری از سبک‌ها و زیرژانرها استفاده می‌شود. در سال ۲۰۰۹، موسیقی کانتری پر شنونده‌ترین ژانرها در ساعت شلوغی رادیو، و در طول رفت و آمد عصرانه، و دومین ژانر پرطرفدار رادیوی صبحگاهی در ایالات متحده بود.
- موسیقی بلوگرس: شکلی از موسیقی آمریکایی است که ریشه در موسیقی سنتی انگلیسی، ایرلندی و اسکاتلندی دارد. این موسیقی تأثیر قابل توجه بلوز و جاز و نوای تنهایی است، که بعدتر تحت‌تأثیر موسیقی آفریقایی-آمریکایی قرار گرفت. برخلاف موسیقی کانتری، بلوگرس بیشتر با سازهای زهی آکوستیک همراه است.
- موسیقی الکترونیک: از آلات موسیقی الکترونیک و فناوری‌های الکترونیکی و ابزارهای دیجیتال در موسیقی استفاده می‌کند، و شامل تعدادی ژانر جداگانه است که بسیاری از آن‌ها همچنان در حال تکامل هستند. یکی از آن‌ها موسیقی رقص الکترونیک است، با انبوهی از ژانرها و زیرژانرهای خاص خود، که در صحنه و کلوب‌های رقص اجرا می‌شود.
  - موسیقی امبینت: بر لحن و فضا با ساختار یا ریتم موسیقی سنتی تأکید دارد. ممکن است فاقد ترکیب خالص، ضرب‌آهنگ، یا ملودی ساختاریافته باشد.[۸۰] این ژانر کیفیتی «اتمسفری»، «بصری» یا «غیر محجوب» را برانگیزد.[۸۱]
  - بریک‌بیت: معمولاً از یک الگوی ضربی ۴/۴ ناصاف تشکیل شده‌است. سازهای ضربی مستقیماً روی ضرب میزان نواخته نمی‌شوند و ریتم آن‌ها متفاوت با ریتم ثابت و یکنواخت موسیقی ترنس، موسیقی هاوس و موسیقی تکنو است) افریکا بمباتا، دیوی دی‌ام‌ایکس و بامفانک ام‌سیز در این ژانر فعالیت می‌کنند.
  - داون‌تمپو (کندضرب): سبکی از موسیقی الکترونیک آرام (ریلکس‌کننده) است که شبیه به موسیقی امبینت می‌باشد ولی بر خلاف قالب بدون ضرب موسیقی امبینت، دارای ضرب است.[۸۲]
  - درام اند بیس: در اواخر دهه ۱۹۸۰ در انگلستان پدیدار شد.[۸۳] این سبک به طور کلّی با سرعت زیادش (معمولاً با ضرب‌آهنگ ۱۶۰ تا ۱۸۰ ضرب در دقیقه)[۸۴] و خطوط بیس و ساب - بیس سنگین شناخته می‌شود.[۸۵]
  - الکترو: یک سبک از موسیقی رقص الکترونیک است که تحت‌تأثیر استفاده از ماشین درام رولند تی‌آر-۸۰۸ و صداسازی فانک است. کرافت‌ورک در این ژانر فعالیت می‌کند.
  - یوروبیت: دو سبک از موسیقی رقص که از اروپا نشأت گرفته‌است: یکی نوع بریتانیایی دیسکو یورو است[۸۶] که تحت تأثیر رقص پاپ قرار دارد، و دیگری یک شکل Hi-NRG (کنایه از انرژی بالا) از ایتالو دیسکو است. هر دو در دهه ۱۹۸۰ پا گرفتند.
  - گلیچ: این سبک به‌عنوان سبکی توصیف می‌شود که وابسته به تولید زیبایی شنیداری از خرابی و شکست است. محور اصلی تولید موسیقی در این سبک تولید صداهایی بر اساس لغزش و خرابی لحظه‌ای یا دائمی سیستم‌های مکانیکی و رایانه‌ای است.[۸۷]
  - هاوس: از شیکاگو در ایالات متحده، و در اواخر دهه ۱۹۷۰ و اوایل دهه ۱۹۸۰ سرچشمه گرفت. فده له گراند و فرانسیس نیکولاس در این ژانر فعالیت می‌کنند.
  - سینث‌ویو: تحت تأثیر موسیقی متن فیلم و بازی‌های ویدیویی دهه ۱۹۸۰، با استفاده از خطوط بیس و لیدهای یک سینت سایزر آنالوگ. از نظر موسیقایی، سینث‌ویو به شدت از سبک موج نو و موسیقی متن بسیاری از فیلم‌ها، بازی‌های ویدئویی، کارتون‌ها و برنامه‌های تلویزیونی دهه ۱۹۸۰ میلادی الهام گرفته‌است. از میان هنرمندانی که بارها به تأثیر آثار آن‌ها بر این سبک اشاره شده‌است، می‌توان از جان کارپنتر و تنجرین دریم نام برد.[۸۸]
  - تکنو: نوعی از موسیقی رقص الکترونیک است[۸۹] که در اواسط تا اواخر دهه ۱۹۸۰ در دیترویت میشیگان ظهور کرد. شامل کارهای لفتفیلد و موبی در این ژانر فعالیت می‌کنند.
  - ترنس: با ضرباهنگ ۱۱۰ تا ۱۵۰ ضربه در دقیقه، عبارت‌های ملودیک کوتاه، سینث‌سایزر، و فرم موسیقایی که بالا و پایین‌هایی می‌سازد شناخته شده‌است. از میان هنرمندان این سبک می‌توان کاسمیک گیت، پی‌پی‌کی، رنک ۱ و ای‌تی‌بی را نام برد..
  - گاراژ یو کی: یک سبک از موسیقی رقص الکترونیک است که در اوایل تا اواسط دهه ۱۹۹۰ در انگلستان شکل گرفت. این ژانر از جنگل الهام گرفته شده‌است، اما عناصری از رقص پاپ و آر اند بی را نیز در خود جای داده‌است.
- هیپ هاپ و رپ: این نوع موسیقی، از دو بخش اصلی تشکیل شده‌است: رپ و دی‌جی (میکس‌صدا و اسکرچ). این موارد به همراه رقص بریک و گرافیتی چهاربخش خرده‌فرهنگ هیپ هاپ، یک نهضت فرهنگی است که توسط جوانان شهری به خصوص سیاهان آمریکا در شهر نیویورک، در اوایل دهه ۱۹۷۰ ایجاد شده‌است.
- جاز: در آغاز قرن بیستم در جوامع آفریقایی آمریکایی در جنوب ایالات متحده از تلاقی سنت‌های موسیقی آفریقایی و اروپایی سرچشمه گرفت و ریشه در بلوز و رگتایم داشت. از مشخصات آن، به‌کارگیری نت‌های محزون، سنکُپ و ضدضرب، ضرب‌های کشیده-کوتاه و خرامان (سوینگ)، تغییرات داینامیکی وسیع، به‌کارگیری ندا و پاسخ، پلی‌ریتمیک بودن و مهم‌تر از همه بداهه‌نوازی است؛ و آن را نخستین فُرم هنری پدید آمده در ایالات متحدهٔ آمریکا می‌دانند.
- پاپ: زمانی به هر موسیقی پرطرفدار در طول یک دوره زمانی اطلاق می‌شد، این اصطلاح کم‌کم برای توصیف ژانر خاصی در موسیقی با ملودی جذاب و نسبتاً ثابت مورد استفاده قرار گرفت. در اواسط قرن بیستم در کنار موسیقی راک رشد کرده‌است. بسیاری از موسیقی‌های رقص تحت‌تأثیر این سبک قرار گرفته‌اند، و بسیاری از موسیقی‌های راک مدرن عناصری از آن را دارا هستند.
  - موسیقی بلوغ‌ معاصر‌‌ (به انگلیسی: Adult contemporary music)
  - ‌ جدایی: به‌طور خاص برای پایان یک رابطه ساخته می‌شود.
  - یوروپاپ
  - کی پاپ
- راک: از فولک و بلوز نشأت گرفته‌است. به جای تکیه بر سازهای چوبی کلاسیک و سازهای زهی از سازهای الکتریکی جدیدتر استفاده می‌کند. اولین بار در اواسط قرن بیستم به واسطه گروه‌های مشهوری مانند بیتلز و رولینگ استونز محبوب شد.
  - فولک راک
  - هوی متال: شبیه راک است و زیرژانر آن در نظر گرفته می‌شود. معمولاً از همان سازهای الکتریکی استفاده می‌کند، اما موسیقی شدیدتر است و سبک «پاپ» کمتری دارد. بلک سبث، جوداس پریست، آیرن میدن و متالیکا در این ژانر فعالیت می‌کنند.
  - پانک راک: هدف آن جنبشی برای مخالفت و ضدیت با نظام حاکم و اعتراض به مسائل و مشکلات زندگی مانند فقر است که در اواسط دههٔ ۱۹۷۰ میلادی متولّد شد. پیش از این جنبش که طیف وسیعی از موسیقی پروتوپانک بود، پانک راک در فاصلهٔ سال‌های ۱۹۷۴ تا ۱۹۷۶ میلادی در ایالات متحده، بریتانیا و استرالیا رشد یافت. گروه‌هایی هم‌چون رامونز در شهر نیویورک و سکس پیستولز و کلَش در لندن به عنوان پیشگامان یک جنبش جدید موسیقایی شناخته شدند.
- ریتم اند بلوز (R&B) و موسیقی سول: طیف در حال تکاملی از ژانرهای موسیقی محبوب آفریقایی-آمریکایی که برای اولین بار در اوایل قرن بیستم شروع شد.

### متأثر از موسیقی لاتین و کارائیب
- کالیپسو: سبکی از موسیقی کارائیب است که از اوایل تا اواسط قرن نوزدهم در ترینیداد و توباگو سرچشمه گرفت و تا اواسط قرن بیستم به بقیه قسمت‌های آنتیل کارائیب گسترش یافت. ریتم‌های آن را می‌توان به کایسو در غرب آفریقا و ورود کشاورزان فرانسوی و بردگان از آنتیل فرانسه در قرن هجدهم دنبال کرد.
- رگی: اولین بار در اواخر دهه ۱۹۶۰ در جامائیکا توسعه یافت.[۹۰] گاهی اوقات برای اشاره به انواع موسیقی جامائیکایی استفاده می‌شود،[۹۱] اصطلاح رگی به‌طور صحیح‌تر به یک سبک موسیقی خاص اشاره می‌کند که از توسعه اسکا و راک‌استیدی سرچشمه می‌گیرد. رگی بر اساس سبکی ریتمیک است که با لهجه‌هایی بر روی ضربات آف‌بیت مشخص می‌شود که به نام اسکانک شناخته می‌شود. رگی معمولاً کندتر از اسکا است. ضرب دوم و چهارم هر میزان تاکید می‌کند. اشعار آهنگ رگی به موضوعات بسیاری از جمله مذهب، عشق، تمایلات جنسی، صلح، روابط، مواد مخدر، فقر، بی عدالتی و سایر مسائل اجتماعی و سیاسی می پردازد.

رگی در اواخر دهه ۱۹۶۰ در جامائیکا ایجاد شد. این اصطلاح همچنین به موسیقی محبوب مدرن جامائیکا و دیاسپورای آن اشاره می کند. آهنگ «رگی انجام بده» (۱۹۶۸) توسط توتس و مایتالس، اولین آهنگ محبوبی بود که از کلمه رگی استفاده کرد، و این ژانر را نام‌گذاری کرد و آن را به مخاطبان زیادی در جهان معرفی کرد. رگی برای اشاره به انواع موسیقی رقص محبوب جامائیکایی استفاده می‌شود، این اصطلاح به یک سبک موسیقی خاص اشاره می‌کند که به‌شدت‌تحت تأثیر منتوی سنتی و همچنین جاز و ریتم اند بلوز آمریکایی و از ژانرهای قبلی اسکا و راک‌استیدی قرار گرفته‌است. موضوعات رگی معمولاً به اخبار، شایعات اجتماعی و تفسیرهای سیاسی مربوط می شود. از نقطه مقابل بین بیس و ضربان درام و بخش ریتم آف‌بیت قابل تشخیص است. از مشهورترین خوانندگان این سبک، باب مارلی است. وی نقش مهمی در گسترش این سبک داشت.
- رگاتون
- تانگو
- تروپیکال
  - مامبو: یک ژانر از موسیقی رقص کوبایی است که در اواخر دهه ۱۹۳۰ رشد کرد.
  - مرنگ: اولین بار در اواسط قرن ۱۹ در جمهوری دومینیکن و هائیتی توسعه یافت و بسیار محبوب شده‌است.[۹۳] سبک این ژانر معمولاً از آکاردئون به‌عنوان ساز اصلی، گیتار و یا ساکسوفون به‌عنوان ملودی، سازهای کوبه‌ای تامبورا و گویرا استفاده می‌کند و در مواردی ماریمبا نیز به این ترکیب می‌پیوندد.

### دیگر ژانرهای موسیقی
- موسیقی آوانگارد
  - موسیقی تجربی
  - موسیقی نویز
  - موسیقی کانکریت
  - موسیقی الکتروآکوستیک
- موسیقی مود
  - موسیقی پس‌زمینه
  - موزیک قشنگ
  - موسیقی آسانسور
  - موسیقی مبلمان
  - موسیقی لانژ
  - موسیقی جاده
  - موسیقی نیو ایج
- موسیقی فولک معاصر (معروف به عامیانه): نوع خاصی از موسیقی سنتی یا به‌طور دقیق‌تر موسیقی فولکلور است که اوایل قرن بیستم به تدریج رشد کرد. شکل مدرن‌تری از این موسیقی که ریشه در موسیقی فولکلور داشت، بعدها در دهه ۶۰ میلادی فراگیر شد و به اوج محبوبیت رسید. ویژگی بارز آهنگ‌های فولک، سادگی تکنیکی آن‌ها است که اغلب با ترانه و یا روایتی جدید از قطعات فولک استاندارد ساخته می‌شوند. از مهم‌ترین هنرمندان موسیقی فولک معاصر می‌توان به وودی گاتری، باب دیلن، جونی میچل، جوآن بائز، لئونارد کوهن، دانوان، نیک درِیک، برت یانش و دِیوی گراهام یاد کرد.
  - فولک راک
  - نئوفولک
    - فولک نوآر
    - موسیقی نئوپاگان

  - ترانه اعتراضی
  - سایکدلیک فولک
  - موسیقی وسترن
- فانک: یک سبک شیک از موسیقی که در اواسط قرن بیستم رایج شد و به توسعه دیسکو کمک کرد.
- موسیقی نظامی
- اپرا، اپرت و زارزوئلا
- موسیقی پروگرسیو (ترقی‌خواه)
- موسیقی سایکدلیک
- موسیقی مذهبی
  - موسیقی مسیحی
    - آر اند بی مسیحی
    - موسیقی گاسپل

### بر اساس دوره زمانی
- موسیقی اولیه: یک دوره موسیقی گسترده برای شروع موسیقی هنری غربی است، از سال ۵۰۰ تا ۱۶۰۰.
  - موسیقی قرون وسطی: موسیقی ساخته‌شده از حدود اواسط قرن پنجم تا اواسط قرن پانزدهم، که بیشتر با موسیقی تک‌صدایی و چندصدایی مشخص می‌شود.
  - موسیقی رنسانس: بیشتر از اواسط قرن ۱۵ تا حدود ۱۶۰۰ ساخته شده‌است.
- دوران قواعد مشترک: (۱۶۵۰-۱۹۰۰)
  - موسیقی باروک: از حدود ۱۶۰۰ تا اواسط قرن ۱۸ ساخته شده‌است. بسیاری از موسیقی‌های باروک به‌شکل سوئیت‌های رقص نوشته شده‌است.
  - موسیقی گالانت: موسیقی ساخته‌شده از ۷۰ تا ۱۷۲۰.
  - کلاسیک: موسیقی که از اواسط قرن ۱۸ تا اوایل قرن ۱۹ ساخته شده‌است. فرم‌های اصلی موسیقی سمفونی، کنسرتو و سونات بودند. همچنین شامل برخی از موسیقی‌های اخیراً نوشته‌شده (نئوکلاسیک) است که حاوی بسیاری از عناصر موسیقی مشابه است.
  - رمانتیک: موسیقی ساخته‌شده از اوایل قرن نوزدهم تا حدود سال ۱۹۱۰، که بر مضامین نمایشی و موضوع تأکید داشت.
    - نئورومانتیک: موسیقی جدید نوشته‌شده که حاوی عناصر موسیقی مشابه دوره رمانتیک است.
- قرن بیستم (شامل موسیقی کلاسیک قرن بیستم) و موسیقی کلاسیک معاصر: طبقه‌بندی گسترده‌ای از موسیقی که در قرن بیستم تا کنون ساخته شده‌است. موسیقی قرن بیستم بیشتر به آزمایش صدا و دور شدن از تمایلات سنتی تونالیته می‌پردازد.
  - مدرن (۱۸۹۰-۱۹۳۰)
  - امپرسیونیسم (۱۸۷۵ یا ۱۸۹۰-۱۹۲۵)
  - نئوکلاسیک (۱۹۲۰-۱۹۵۰)
  - مدرن پیشرفته (۱۹۳۰–اکنون)
  - پست‌مدرن (۱۹۳۰–اکنون).
  - تجربی (۱۹۵۰–اکنون)